# Rencontres de la Ligue des champions de l'UEFA 2018-2019
Cet article présente les résultats détaillés des rencontres de la Ligue des champions de l'UEFA 2018-2019.

## Équipes participantes
Atlético de Madrid
Real Madrid
Manchester City
Manchester United
CSKA Moscou
Lokomotiv Moscou
Trente-deux équipes prennent part à la phase de groupes. Vingt-six de ces équipes intègrent la compétition à ce stade, tandis que six autres sont issues des barrages de qualification (quatre par la « Voie des Champions » et deux par la « Voie de la Ligue »). 
| Légende des couleurs                                                         |
| ---------------------------------------------------------------------------- |
| Premiers et deuxièmes de groupe se qualifient pour les huitièmes de finale   |
| Troisièmes de groupe sont repêchés en seizièmes de finale de la Ligue Europa |

| Chapeau 1              | Chapeau 1 | Chapeau 2           | Chapeau 2 | Chapeau 3          | Chapeau 3 | Chapeau 4                   | Chapeau 4 |
| ---------------------- | --------- | ------------------- | --------- | ------------------ | --------- | --------------------------- | --------- |
| Real Madrid T          | 162,000   | Borussia Dortmund   | 89,000    | Liverpool FC       | 62,000    | Viktoria Plzeň Ch           | 33,000    |
| Atlético de Madrid C3  | 140,000   | FC Porto Ch         | 86,000    | Schalke 04         | 62,000    | Club Bruges Ch              | 29,500    |
| FC Barcelone Ch        | 132,000   | Manchester United   | 82,000    | Olympique lyonnais | 59,500    | Galatasaray SK Ch           | 29,500    |
| Bayern Munich Ch       | 135,000   | Chakhtar Donetsk Ch | 81,000    | AS Monaco          | 57,000    | BSC Young BoysCh            | 20,500    |
| Juventus FC Ch         | 126,000   | Benfica Lisbonne    | 80,000    | Ajax Amsterdam     | 53,500    | Inter Milan                 | 16,000    |
| Paris Saint-Germain Ch | 109,000   | SSC Naples          | 78,000    | CSKA Moscou        | 45,000    | TSG Hoffenheim              | 14,285    |
| Manchester City Ch     | 100,000   | Tottenham Hotspur   | 67,000    | PSV Eindhoven Ch   | 36,000    | Étoile rouge de Belgrade Ch | 10,750    |
| Lokomotiv Moscou Ch    | 22,500    | AS Rome             | 64,000    | Valence CF         | 36,000    | AEK Athènes Ch              | 10,000    |

T : Tenant du titre

Ch : Champion national

C3 : Vainqueur de la Ligue Europa
- Qualifié pour les huitièmes de finale
- Repêché en seizièmes de finale de la Ligue Europa

## Phase de groupes
Les jours de match sont les 18 et 19 septembre , les 2 et 3 octobre, les 23 et 24 octobre, le 6 et 7 novembre, les 27 et 28 novembre et les 11 et 12 décembre 2017. L'heure de coup d'envoi est fixé à 21h00 CEST/CET à l'exception de 2 matchs par jour, soit 4 par journée, où l'heure de coup d'envoi est fixé à 18h55 CEST/CET. Jusqu'au 28 octobre 2018 (journées 1 à 3), les horaires sont en CEST (UTC+2), elles passent ensuite en CET (UTC+1) pour les journées 4 à 6.

### Tirage au sort
Le tirage au sort de la phase de groupes a eu lieu le 30 août 2018 au Forum Grimaldi de Monaco. Les trente-deux équipes participantes sont divisées en quatre chapeaux de huit équipes, sur la base des règles suivantes :
- le chapeau 1 est réservé au tenant du titre, au vainqueur de la Ligue Europa 2017-2018 (une première dans la compétition) et aux champions des six meilleures associations sur la base de leur coefficient UEFA en 2017[2],[3].
- les chapeaux 2, 3 et 4 contiennent les équipes restantes, réparties en fonction de leur coefficient UEFA en 2018.

Celles-ci sont réparties en huit groupes de quatre équipes, avec comme restriction l'impossibilité pour deux équipes d'une même association de se rencontrer dans un groupe. De plus, le tirage a été contrôlé de sorte que les équipes d'une même association soient réparties équitablement entre les groupes A à D et E à H afin d'optimiser la couverture télévisée.
Les rencontres sont décidées après le tirage. À chaque journée, quatre groupes jouent le mardi, tandis que les quatre autres jouent le mercredi, les groupes A à D et E à H alternant entre ces deux jours. D'autres restrictions sont présentes : par exemple, les équipes d'une même ville ne jouent généralement pas à domicile lors de la même journée pour des raisons de logistique et de contrôle des foules.
Le 17 juillet 2014, le Panel d'urgence de l’UEFA décide que les clubs ukrainiens et russes ne pouvaient être tirées ensemble « jusqu'à nouvel ordre » en raison de la situation politique entre les deux pays. De ce fait, les clubs russes du Lokomotiv Moscou (chapeau 1) et du CSKA Moscou (chapeau 3), et le club ukrainien du Chakhtar Donetsk (chapeau 2) ne peuvent être tirés dans le même groupe.

### Format
Dans chaque groupe, les équipes jouent chacune entre elles à domicile et à l'extérieur suivant un format « toutes rondes ». Le premier ainsi que le deuxième du groupe sont qualifiés pour les huitièmes de finale, tandis que le troisième est repêché en seizièmes de finale de la Ligue Europa.

#### Critères de départage
Selon l'article 17.01 du règlement de la compétition, en cas d’égalité de points de plusieurs équipes à l'issue des matches de groupe, les critères suivants sont appliqués dans l'ordre indiqué pour établir leur
classement :
1. plus grand nombre de points obtenus dans les matches de groupe disputés entre les équipes concernées ;
2. meilleure différence de buts dans les matches du groupe disputés entre les équipes concernées;
3. plus grand nombre de buts marqués dans les matches du groupe disputés entre les équipes concernées;
4. plus grand nombre de buts marqués à l’extérieur dans les matches du groupe disputés entre les équipes concernées;
5. si, après l’application des critères 1 à 4, plusieurs équipes sont toujours à égalité, les critères 1 à 4 sont à nouveau appliqués exclusivement aux matches entre les équipes concernées afin de déterminer leur classement final. Si cette procédure ne donne pas de résultat, les critères 6 à 12 s’appliquent;
6. meilleure différence de buts dans tous les matches du groupe;
7. plus grand nombre de buts marqués dans tous les matches du groupe;
8. plus grand nombre de buts marqués à l’extérieur dans tous les matches du groupe;
9. plus grand nombre de victoires dans tous les matches du groupe;
10. plus grand nombre de victoires à l'extérieur dans tous les matches du groupe;
11. total le plus faible de points disciplinaires sur la base uniquement des cartons jaunes et des cartons rouges reçus durant tous les matches du groupe (carton rouge = 3 points, carton jaune = 1 point, expulsion pour deux cartons jaunes au cours d'un match = 3 points);
12. meilleur coefficient de club.

### Groupes
Légende des classements
- Qualifié pour les huitièmes de finale
- Repêché en seizièmes de finale de la Ligue Europa

Légende des résultats
- Victoire à domicile
- Match nul
- Victoire à l'extérieur

#### Groupe A
| Rang | Équipe             | Pts | J | G | N | P | Bp | Bc | Diff |  | Résultats (▼ dom., ► ext.) |     |     |     |     |
| ---- | ------------------ | --- | - | - | - | - | -- | -- | ---- |  | -------------------------- | --- | --- | --- | --- |
| 1    | Borussia Dortmund  | 13  | 6 | 4 | 1 | 1 | 10 | 2  | +8   |  | Borussia Dortmund          |     | 4-0 | 0-0 | 3-0 |
| 2    | Atlético de Madrid | 13  | 6 | 4 | 1 | 1 | 9  | 6  | +3   |  | Atlético de Madrid         | 2-0 |     | 3-1 | 2-0 |
| 3    | Club Bruges        | 6   | 6 | 1 | 3 | 2 | 6  | 5  | +1   |  | Club Bruges                | 0-1 | 0-0 |     | 1-1 |
| 4    | AS Monaco          | 1   | 6 | 0 | 1 | 5 | 2  | 14 | -12  |  | AS Monaco                  | 0-2 | 1-2 | 0-4 |     |

| 1re journée                  | AS Monaco    | 1 - 2   | Atlético de Madrid        | Stade Louis-II, Monaco                         |                                                |
| 18 septembre 2018 21h00 CEST | Grandsir 18e | (1 - 2) | 31e Costa · 45+1e Giménez | Spectateurs : 10 575 Arbitrage : Willie Collum | Spectateurs : 10 575 Arbitrage : Willie Collum |
| 18 septembre 2018 21h00 CEST | Rapport      |         |                           | Spectateurs : 10 575 Arbitrage : Willie Collum | Spectateurs : 10 575 Arbitrage : Willie Collum |

| 1re journée                  | Club Bruges | 0 - 1   | Borussia Dortmund | Stade Jan-Breydel, Bruges                       |                                                 |
| 18 septembre 2018 21h00 CEST |             | (0 - 0) | 85e Pulisic       | Spectateurs : 25 181 Arbitrage : Danny Makkelie | Spectateurs : 25 181 Arbitrage : Danny Makkelie |
| 18 septembre 2018 21h00 CEST | Rapport     |         |                   | Spectateurs : 25 181 Arbitrage : Danny Makkelie | Spectateurs : 25 181 Arbitrage : Danny Makkelie |

| 2e journée                | Borussia Dortmund                     | 3 - 0   | AS Monaco | Signal Iduna Park, Dortmund                       |                                                   |
| 3 octobre 2018 21h00 CEST | Larsen 51e · Alcácer 72e · Reus 90+2e | (0 - 0) |           | Spectateurs : 66 099 Arbitrage : Aleksei Kulbakov | Spectateurs : 66 099 Arbitrage : Aleksei Kulbakov |
| 3 octobre 2018 21h00 CEST | Rapport                               |         |           | Spectateurs : 66 099 Arbitrage : Aleksei Kulbakov | Spectateurs : 66 099 Arbitrage : Aleksei Kulbakov |

| 2e journée                | Atlético de Madrid             | 3 - 1   | Club Bruges    | Estadio Metropolitano, Madrid                  |                                                |
| 3 octobre 2018 21h00 CEST | Griezmann 28e 67e · Koke 90+4e | (1 - 1) | 39e Groeneveld | Spectateurs : 55 742 Arbitrage : Ivan Kružliak | Spectateurs : 55 742 Arbitrage : Ivan Kružliak |
| 3 octobre 2018 21h00 CEST | Rapport                        |         |                | Spectateurs : 55 742 Arbitrage : Ivan Kružliak | Spectateurs : 55 742 Arbitrage : Ivan Kružliak |

| 3e journée                 | Club Bruges | 1 - 1   | AS Monaco | Stade Jan-Breydel, Bruges                       |                                                 |
| 24 octobre 2018 18h55 CEST | Wesley 39e  | (1 - 1) | 32e Sylla | Spectateurs : 23 957 Arbitrage : Anthony Taylor | Spectateurs : 23 957 Arbitrage : Anthony Taylor |
| 24 octobre 2018 18h55 CEST | Rapport     |         |           | Spectateurs : 23 957 Arbitrage : Anthony Taylor | Spectateurs : 23 957 Arbitrage : Anthony Taylor |

| 3e journée                 | Borussia Dortmund                           | 4 - 0   | Atlético de Madrid | Signal Iduna Park, Dortmund                     |                                                 |
| 24 octobre 2018 21h00 CEST | Witsel 38e · Guerreiro 73e 89e · Sancho 83e | (1 - 0) |                    | Spectateurs : 66 099 Arbitrage : Michael Oliver | Spectateurs : 66 099 Arbitrage : Michael Oliver |
| 24 octobre 2018 21h00 CEST | Rapport                                     |         |                    | Spectateurs : 66 099 Arbitrage : Michael Oliver | Spectateurs : 66 099 Arbitrage : Michael Oliver |

| 4e journée                | AS Monaco | 0 - 4   | Club Bruges                                      | Stade Louis-II, Monaco                            |                                                   |
| 6 novembre 2018 18h55 CET |           | (0 - 3) | 12e 17e (pen.) Vanaken · 24e Wesley · 85e Vormer | Spectateurs : 8 347 Arbitrage : Artur Soares Dias | Spectateurs : 8 347 Arbitrage : Artur Soares Dias |
| 6 novembre 2018 18h55 CET | Rapport   |         |                                                  | Spectateurs : 8 347 Arbitrage : Artur Soares Dias | Spectateurs : 8 347 Arbitrage : Artur Soares Dias |

| 4e journée                | Atlético de Madrid       | 2 - 0   | Borussia Dortmund | Estadio Metropolitano, Madrid                   |                                                 |
| 6 novembre 2018 21h00 CET | Saúl 33e · Griezmann 80e | (1 - 0) |                   | Spectateurs : 61 023 Arbitrage : Daniele Orsato | Spectateurs : 61 023 Arbitrage : Daniele Orsato |
| 6 novembre 2018 21h00 CET | Rapport                  |         |                   | Spectateurs : 61 023 Arbitrage : Daniele Orsato | Spectateurs : 61 023 Arbitrage : Daniele Orsato |

| 5e journée                 | Atlético de Madrid                  | 2 - 0   | AS Monaco | Estadio Metropolitano, Madrid                       |                                                     |
| 28 novembre 2018 18h55 CET | Badiashile 2e (csc) · Griezmann 24e | (2 - 0) |           | Spectateurs : 56 314 Arbitrage : Mattias Gestranius | Spectateurs : 56 314 Arbitrage : Mattias Gestranius |
| 28 novembre 2018 18h55 CET | Rapport                             |         |           | Spectateurs : 56 314 Arbitrage : Mattias Gestranius | Spectateurs : 56 314 Arbitrage : Mattias Gestranius |

| 5e journée                 | Borussia Dortmund | 0 - 0   | Club Bruges | Signal Iduna Park, Dortmund                        |                                                    |
| 28 novembre 2018 21h00 CET |                   | (0 - 0) |             | Spectateurs : 66 099 Arbitrage : Gediminas Mažeika | Spectateurs : 66 099 Arbitrage : Gediminas Mažeika |
| 28 novembre 2018 21h00 CET | Rapport           |         |             | Spectateurs : 66 099 Arbitrage : Gediminas Mažeika | Spectateurs : 66 099 Arbitrage : Gediminas Mažeika |

| 6e journée                 | AS Monaco | 0 - 2   | Borussia Dortmund | Stade Louis-II, Monaco                       |                                              |
| 11 décembre 2018 21h00 CET |           | (0 - 1) | 15e 88e Guerreiro | Spectateurs : 8 731 Arbitrage : Craig Pawson | Spectateurs : 8 731 Arbitrage : Craig Pawson |
| 11 décembre 2018 21h00 CET | Rapport   |         |                   | Spectateurs : 8 731 Arbitrage : Craig Pawson | Spectateurs : 8 731 Arbitrage : Craig Pawson |

| 6e journée                 | Club Bruges | 0 - 0   | Atlético de Madrid | Stade Jan-Breydel, Bruges                     |                                               |
| 11 décembre 2018 21h00 CET |             | (0 - 0) |                    | Spectateurs : 25 645 Arbitrage : Davide Massa | Spectateurs : 25 645 Arbitrage : Davide Massa |
| 11 décembre 2018 21h00 CET | Rapport     |         |                    | Spectateurs : 25 645 Arbitrage : Davide Massa | Spectateurs : 25 645 Arbitrage : Davide Massa |

#### Groupe B
| Rang | Équipe            | Pts | J | G | N | P | Bp | Bc | Diff |  | Résultats (▼ dom., ► ext.) |     |     |     |     |
| ---- | ----------------- | --- | - | - | - | - | -- | -- | ---- |  | -------------------------- | --- | --- | --- | --- |
| 1    | FC Barcelone      | 14  | 6 | 4 | 2 | 0 | 14 | 5  | +9   |  | FC Barcelone               |     | 1-1 | 2-0 | 4-0 |
| 2    | Tottenham Hotspur | 8   | 6 | 2 | 2 | 2 | 9  | 10 | -1   |  | Tottenham Hotspur          | 2-4 |     | 1-0 | 2-1 |
| 3    | Inter Milan       | 8   | 6 | 2 | 2 | 2 | 6  | 7  | -1   |  | Inter Milan                | 1-1 | 2-1 |     | 1-1 |
| 4    | PSV Eindhoven     | 2   | 6 | 0 | 2 | 4 | 6  | 13 | -7   |  | PSV Eindhoven              | 1-2 | 2-2 | 1-2 |     |

| 1re journée                  | Inter Milan               | 2 - 1   | Tottenham Hotspur | Stade San Siro, Milan                           |                                                 |
| 18 septembre 2018 18h55 CEST | Icardi 86e · Vecino 90+2e | (0 - 0) | 53e Eriksen       | Spectateurs : 64 123 Arbitrage : Clément Turpin | Spectateurs : 64 123 Arbitrage : Clément Turpin |
| 18 septembre 2018 18h55 CEST | Rapport                   |         |                   | Spectateurs : 64 123 Arbitrage : Clément Turpin | Spectateurs : 64 123 Arbitrage : Clément Turpin |

| 1re journée                  | FC Barcelone                    | 4 - 0   | PSV Eindhoven | Camp Nou, Barcelone                                      |                                                          |
| 18 septembre 2018 18h55 CEST | Messi 32e 77e 87e · Dembélé 75e | (1 - 0) |               | Spectateurs : 73 462 Arbitrage : Anastasios Sidiropoulos | Spectateurs : 73 462 Arbitrage : Anastasios Sidiropoulos |
| 18 septembre 2018 18h55 CEST | Rapport                         |         |               | Spectateurs : 73 462 Arbitrage : Anastasios Sidiropoulos | Spectateurs : 73 462 Arbitrage : Anastasios Sidiropoulos |

| 2e journée                | PSV Eindhoven | 1 - 2   | Inter Milan                 | Philips Stadion, Eindhoven                     |                                                |
| 3 octobre 2018 21h00 CEST | Rosario 27e   | (1 - 1) | 44e Nainggolan · 60e Icardi | Spectateurs : 34 750 Arbitrage : Milorad Mažić | Spectateurs : 34 750 Arbitrage : Milorad Mažić |
| 3 octobre 2018 21h00 CEST | Rapport       |         |                             | Spectateurs : 34 750 Arbitrage : Milorad Mažić | Spectateurs : 34 750 Arbitrage : Milorad Mažić |

| 2e journée                | Tottenham Hotspur     | 2 - 4   | FC Barcelone                              | Stade de Wembley, Londres                     |                                               |
| 3 octobre 2018 21h00 CEST | Kane 52e · Lamela 66e | (0 - 2) | 2e Coutinho · 28e Rakitić · 56e 90e Messi | Spectateurs : 82 137 Arbitrage : Felix Zwayer | Spectateurs : 82 137 Arbitrage : Felix Zwayer |
| 3 octobre 2018 21h00 CEST | Rapport               |         |                                           | Spectateurs : 82 137 Arbitrage : Felix Zwayer | Spectateurs : 82 137 Arbitrage : Felix Zwayer |

| 3e journée                 | PSV Eindhoven            | 2 - 2   | Tottenham Hotspur    | Philips Stadion, Eindhoven                     |                                                |
| 24 octobre 2018 18h55 CEST | Lozano 30e · de Jong 87e | (1 - 1) | 39e Lucas · 55e Kane | Spectateurs : 35 000 Arbitrage : Slavko Vinčić | Spectateurs : 35 000 Arbitrage : Slavko Vinčić |
| 24 octobre 2018 18h55 CEST | Rapport                  |         |                      | Spectateurs : 35 000 Arbitrage : Slavko Vinčić | Spectateurs : 35 000 Arbitrage : Slavko Vinčić |

| 3e journée                 | FC Barcelone           | 2 - 0   | Inter Milan | Camp Nou, Barcelone                             |                                                 |
| 24 octobre 2018 21h00 CEST | Rafinha 32e · Alba 83e | (1 - 0) |             | Spectateurs : 86 290 Arbitrage : Ovidiu Hațegan | Spectateurs : 86 290 Arbitrage : Ovidiu Hațegan |
| 24 octobre 2018 21h00 CEST | Rapport                |         |             | Spectateurs : 86 290 Arbitrage : Ovidiu Hațegan | Spectateurs : 86 290 Arbitrage : Ovidiu Hațegan |

| 4e journée                | Inter Milan | 1 - 1   | FC Barcelone | Stade San Siro, Milan                             |                                                   |
| 6 novembre 2018 21h00 CET | Icardi 87e  | (0 - 0) | 83e Malcom   | Spectateurs : 70 915 Arbitrage : Szymon Marciniak | Spectateurs : 70 915 Arbitrage : Szymon Marciniak |
| 6 novembre 2018 21h00 CET | Rapport     |         |              | Spectateurs : 70 915 Arbitrage : Szymon Marciniak | Spectateurs : 70 915 Arbitrage : Szymon Marciniak |

| 4e journée                | Tottenham Hotspur | 2 - 1   | PSV Eindhoven | Stade de Wembley, Londres                      |                                                |
| 6 novembre 2018 21h00 CET | Kane 78e 89e      | (0 - 1) | 2e de Jong    | Spectateurs : 46 588 Arbitrage : Ivan Kružliak | Spectateurs : 46 588 Arbitrage : Ivan Kružliak |
| 6 novembre 2018 21h00 CET | Rapport           |         |               | Spectateurs : 46 588 Arbitrage : Ivan Kružliak | Spectateurs : 46 588 Arbitrage : Ivan Kružliak |

| 5e journée                 | Tottenham Hotspur | 1 - 0   | Inter Milan | Stade de Wembley, Londres                     |                                               |
| 28 novembre 2018 21h00 CET | Eriksen 80e       | (0 - 0) |             | Spectateurs : 57 132 Arbitrage : Cüneyt Çakır | Spectateurs : 57 132 Arbitrage : Cüneyt Çakır |
| 28 novembre 2018 21h00 CET | Rapport           |         |             | Spectateurs : 57 132 Arbitrage : Cüneyt Çakır | Spectateurs : 57 132 Arbitrage : Cüneyt Çakır |

| 5e journée                 | PSV Eindhoven | 1 - 2   | FC Barcelone          | Philips Stadion, Eindhoven                      |                                                 |
| 28 novembre 2018 21h00 CET | de Jong 83e   | (0 - 0) | 61e Messi · 70e Piqué | Spectateurs : 34 600 Arbitrage : Pavel Královec | Spectateurs : 34 600 Arbitrage : Pavel Královec |
| 28 novembre 2018 21h00 CET | Rapport       |         |                       | Spectateurs : 34 600 Arbitrage : Pavel Královec | Spectateurs : 34 600 Arbitrage : Pavel Královec |

| 6e journée                 | Inter Milan | 1 - 1   | PSV Eindhoven | Stade San Siro, Milan                         |                                               |
| 11 décembre 2018 21h00 CET | Icardi 73e  | (0 - 1) | 13e Lozano    | Spectateurs : 62 533 Arbitrage : Felix Zwayer | Spectateurs : 62 533 Arbitrage : Felix Zwayer |
| 11 décembre 2018 21h00 CET | Rapport     |         |               | Spectateurs : 62 533 Arbitrage : Felix Zwayer | Spectateurs : 62 533 Arbitrage : Felix Zwayer |

| 6e journée                 | FC Barcelone | 1 - 1   | Tottenham Hotspur | Camp Nou, Barcelone                            |                                                |
| 11 décembre 2018 21h00 CET | Dembélé 7e   | (1 - 0) | 85e Lucas         | Spectateurs : 69 961 Arbitrage : Milorad Mažić | Spectateurs : 69 961 Arbitrage : Milorad Mažić |
| 11 décembre 2018 21h00 CET | Rapport      |         |                   | Spectateurs : 69 961 Arbitrage : Milorad Mažić | Spectateurs : 69 961 Arbitrage : Milorad Mažić |

#### Groupe C
| Rang | Équipe                   | Pts | J | G | N | P | Bp | Bc | Diff |  | Résultats (▼ dom., ► ext.) |     |     |     |     |
| ---- | ------------------------ | --- | - | - | - | - | -- | -- | ---- |  | -------------------------- | --- | --- | --- | --- |
| 1    | Paris Saint-Germain      | 11  | 6 | 3 | 2 | 1 | 17 | 9  | +8   |  | Paris Saint-Germain        |     | 2-1 | 2-2 | 6-1 |
| 2    | Liverpool FC             | 9   | 6 | 3 | 0 | 3 | 9  | 7  | +2   |  | Liverpool FC               | 3-2 |     | 1-0 | 4-0 |
| 3    | SSC Naples               | 9   | 6 | 2 | 3 | 1 | 7  | 5  | +2   |  | SSC Naples                 | 1-1 | 1-0 |     | 3-1 |
| 4    | Étoile rouge de Belgrade | 4   | 6 | 1 | 1 | 4 | 5  | 17 | -12  |  | Étoile rouge de Belgrade   | 1-4 | 2-0 | 0-0 |     |

| 1re journée                  | Étoile rouge de Belgrade | 0 - 0   | SSC Naples | Stade Rajko Mitić, Belgrade                       |                                                   |
| 18 septembre 2018 21h00 CEST |                          | (0 - 0) |            | Spectateurs : 49 112 Arbitrage : Szymon Marciniak | Spectateurs : 49 112 Arbitrage : Szymon Marciniak |
| 18 septembre 2018 21h00 CEST | Rapport                  |         |            | Spectateurs : 49 112 Arbitrage : Szymon Marciniak | Spectateurs : 49 112 Arbitrage : Szymon Marciniak |

| 1re journée                  | Liverpool FC                                      | 3 - 2   | Paris Saint-Germain      | Anfield, Liverpool                            |                                               |
| 18 septembre 2018 21h00 CEST | Sturridge 30e · Milner 36e (pen.) · Firmino 90+2e | (2 - 1) | 40e Meunier · 83e Mbappé | Spectateurs : 52 478 Arbitrage : Cüneyt Çakır | Spectateurs : 52 478 Arbitrage : Cüneyt Çakır |
| 18 septembre 2018 21h00 CEST | Rapport                                           |         |                          | Spectateurs : 52 478 Arbitrage : Cüneyt Çakır | Spectateurs : 52 478 Arbitrage : Cüneyt Çakır |

| 2e journée                | Paris Saint-Germain                                         | 6 - 1   | Étoile rouge de Belgrade | Parc des Princes, Paris                            |                                                    |
| 3 octobre 2018 18h55 CEST | Neymar 20e 22e 81e · Cavani 37e · Di María 42e · Mbappé 70e | (4 - 0) | 74e Marin                | Spectateurs : 39 979 Arbitrage : Artur Soares Dias | Spectateurs : 39 979 Arbitrage : Artur Soares Dias |
| 3 octobre 2018 18h55 CEST | Rapport                                                     |         |                          | Spectateurs : 39 979 Arbitrage : Artur Soares Dias | Spectateurs : 39 979 Arbitrage : Artur Soares Dias |

| 2e journée                | SSC Naples  | 1 - 0   | Liverpool FC | Stade San Paolo, Naples                        |                                                |
| 3 octobre 2018 21h00 CEST | Insigne 90e | (0 - 0) |              | Spectateurs : 37 057 Arbitrage : Viktor Kassai | Spectateurs : 37 057 Arbitrage : Viktor Kassai |
| 3 octobre 2018 21h00 CEST | Rapport     |         |              | Spectateurs : 37 057 Arbitrage : Viktor Kassai | Spectateurs : 37 057 Arbitrage : Viktor Kassai |

| 3e journée                 | Liverpool FC                                  | 4 - 0   | Étoile rouge de Belgrade | Anfield, Liverpool                              |                                                 |
| 24 octobre 2018 21h00 CEST | Firmino 20e · Salah 45e 51e (pen.) · Mané 80e | (2 - 0) |                          | Spectateurs : 53 024 Arbitrage : Daniel Siebert | Spectateurs : 53 024 Arbitrage : Daniel Siebert |
| 24 octobre 2018 21h00 CEST | Rapport                                       |         |                          | Spectateurs : 53 024 Arbitrage : Daniel Siebert | Spectateurs : 53 024 Arbitrage : Daniel Siebert |

| 3e journée                 | Paris Saint-Germain            | 2 - 2   | SSC Naples                | Parc des Princes, Paris                       |                                               |
| 24 octobre 2018 21h00 CEST | Rui 61e (csc) · Di María 90+3e | (0 - 1) | 29e Insigne · 77e Mertens | Spectateurs : 46 274 Arbitrage : Felix Zwayer | Spectateurs : 46 274 Arbitrage : Felix Zwayer |
| 24 octobre 2018 21h00 CEST | Rapport                        |         |                           | Spectateurs : 46 274 Arbitrage : Felix Zwayer | Spectateurs : 46 274 Arbitrage : Felix Zwayer |

| 4e journée                | Étoile rouge de Belgrade | 2 - 0   | Liverpool FC | Stade Rajko Mitić, Belgrade                          |                                                      |
| 6 novembre 2018 18h55 CET | Pavkov 22e 29e           | (2 - 0) |              | Spectateurs : 51 318 Arbitrage : Antonio Mateu Lahoz | Spectateurs : 51 318 Arbitrage : Antonio Mateu Lahoz |
| 6 novembre 2018 18h55 CET | Rapport                  |         |              | Spectateurs : 51 318 Arbitrage : Antonio Mateu Lahoz | Spectateurs : 51 318 Arbitrage : Antonio Mateu Lahoz |

| 4e journée                | SSC Naples         | 1 - 1   | Paris Saint-Germain | Stade San Paolo, Naples                        |                                                |
| 6 novembre 2018 21h00 CET | Insigne 63e (pen.) | (0 - 1) | 45+2e Bernat        | Spectateurs : 55 489 Arbitrage : Björn Kuipers | Spectateurs : 55 489 Arbitrage : Björn Kuipers |
| 6 novembre 2018 21h00 CET | Rapport            |         |                     | Spectateurs : 55 489 Arbitrage : Björn Kuipers | Spectateurs : 55 489 Arbitrage : Björn Kuipers |

| 5e journée                 | SSC Naples                   | 3 - 1   | Étoile rouge de Belgrade | Stade San Paolo, Naples                            |                                                    |
| 28 novembre 2018 21h00 CET | Hamšík 11e · Mertens 33e 52e | (2 - 0) | 57e Ben                  | Spectateurs : 44 470 Arbitrage : Jesús Gil Manzano | Spectateurs : 44 470 Arbitrage : Jesús Gil Manzano |
| 28 novembre 2018 21h00 CET | Rapport                      |         |                          | Spectateurs : 44 470 Arbitrage : Jesús Gil Manzano | Spectateurs : 44 470 Arbitrage : Jesús Gil Manzano |

| 5e journée                 | Paris Saint-Germain     | 2 - 1   | Liverpool FC        | Parc des Princes, Paris                           |                                                   |
| 28 novembre 2018 21h00 CET | Bernat 13e · Neymar 37e | (2 - 1) | 45+2e (pen.) Milner | Spectateurs : 46 880 Arbitrage : Szymon Marciniak | Spectateurs : 46 880 Arbitrage : Szymon Marciniak |
| 28 novembre 2018 21h00 CET | Rapport                 |         |                     | Spectateurs : 46 880 Arbitrage : Szymon Marciniak | Spectateurs : 46 880 Arbitrage : Szymon Marciniak |

| 6e journée                 | Étoile rouge de Belgrade | 1 - 4  | Paris Saint-Germain                                     | Stade Rajko Mitić, Belgrade                     |                                                 |
| 11 décembre 2018 21h00 CET | Gobeljić 56e             | (0- 2) | 10e Cavani · 40e Neymar · 74e Marquinhos · 90+2e Mbappé | Spectateurs : 48 357 Arbitrage : William Collum | Spectateurs : 48 357 Arbitrage : William Collum |
| 11 décembre 2018 21h00 CET | Rapport                  |        |                                                         | Spectateurs : 48 357 Arbitrage : William Collum | Spectateurs : 48 357 Arbitrage : William Collum |

| 6e journée                 | Liverpool FC | 1 - 0   | SSC Naples | Anfield, Liverpool                             |                                                |
| 11 décembre 2018 21h00 CET | Salah 34e    | (1 - 0) |            | Spectateurs : 52 015 Arbitrage : Damir Skomina | Spectateurs : 52 015 Arbitrage : Damir Skomina |
| 11 décembre 2018 21h00 CET | Rapport      |         |            | Spectateurs : 52 015 Arbitrage : Damir Skomina | Spectateurs : 52 015 Arbitrage : Damir Skomina |

#### Groupe D
| Rang | Équipe           | Pts | J | G | N | P | Bp | Bc | Diff |  | Résultats (▼ dom., ► ext.) |     |     |     |     |
| ---- | ---------------- | --- | - | - | - | - | -- | -- | ---- |  | -------------------------- | --- | --- | --- | --- |
| 1    | FC Porto         | 16  | 6 | 5 | 1 | 0 | 15 | 6  | +9   |  | FC Porto                   |     | 3-1 | 1-0 | 4-1 |
| 2    | Schalke 04       | 11  | 6 | 3 | 2 | 1 | 6  | 4  | +2   |  | Schalke 04                 | 1-1 |     | 2-0 | 1-0 |
| 3    | Galatasaray      | 4   | 6 | 1 | 1 | 4 | 5  | 8  | -3   |  | Galatasaray                | 2-3 | 0-0 |     | 3-0 |
| 4    | Lokomotiv Moscou | 3   | 6 | 1 | 0 | 5 | 4  | 12 | -8   |  | Lokomotiv Moscou           | 1-3 | 0-1 | 2-0 |     |

| 1re journée                  | Schalke 04 | 1 - 1   | FC Porto          | Veltins-Arena, Gelsenkirchen                       |                                                    |
| 18 septembre 2018 21h00 CEST | Embolo 64e | (0 - 0) | 75e (pen.) Otávio | Spectateurs : 45 755 Arbitrage : Jesús Gil Manzano | Spectateurs : 45 755 Arbitrage : Jesús Gil Manzano |
| 18 septembre 2018 21h00 CEST | Rapport    |         |                   | Spectateurs : 45 755 Arbitrage : Jesús Gil Manzano | Spectateurs : 45 755 Arbitrage : Jesús Gil Manzano |

| 1re journée                  | Galatasaray                                     | 3 - 0   | Lokomotiv Moscou | Türk Telekom Stadyumu, Istanbul                  |                                                  |
| 18 septembre 2018 21h00 CEST | Rodrigues 9e · Derdiyok 67e · İnan 90+4e (pen.) | (1 - 0) |                  | Spectateurs : 43 542 Arbitrage : Gianluca Rocchi | Spectateurs : 43 542 Arbitrage : Gianluca Rocchi |
| 18 septembre 2018 21h00 CEST | Rapport                                         |         |                  | Spectateurs : 43 542 Arbitrage : Gianluca Rocchi | Spectateurs : 43 542 Arbitrage : Gianluca Rocchi |

| 2e journée                | Lokomotiv Moscou | 0 - 1   | Schalke 04   | RZD Arena, Moscou                               |                                                 |
| 3 octobre 2018 18h55 CEST |                  | (0 - 0) | 88e McKennie | Spectateurs : 21 471 Arbitrage : Anthony Taylor | Spectateurs : 21 471 Arbitrage : Anthony Taylor |
| 3 octobre 2018 18h55 CEST | Rapport          |         |              | Spectateurs : 21 471 Arbitrage : Anthony Taylor | Spectateurs : 21 471 Arbitrage : Anthony Taylor |

| 2e journée                | FC Porto   | 1 - 0   | Galatasaray | Stade du Dragon, Porto                          |                                                 |
| 3 octobre 2018 21h00 CEST | Marega 49e | (0 - 0) |             | Spectateurs : 42 711 Arbitrage : Michael Oliver | Spectateurs : 42 711 Arbitrage : Michael Oliver |
| 3 octobre 2018 21h00 CEST | Rapport    |         |             | Spectateurs : 42 711 Arbitrage : Michael Oliver | Spectateurs : 42 711 Arbitrage : Michael Oliver |

| 3e journée                 | Galatasaray | 0 - 0   | Schalke 04 | Türk Telekom Stadyumu, Istanbul                 |                                                 |
| 24 octobre 2018 21h00 CEST |             | (0 - 0) |            | Spectateurs : 46 667 Arbitrage : Benoît Bastien | Spectateurs : 46 667 Arbitrage : Benoît Bastien |
| 24 octobre 2018 21h00 CEST | Rapport     |         |            | Spectateurs : 46 667 Arbitrage : Benoît Bastien | Spectateurs : 46 667 Arbitrage : Benoît Bastien |

| 3e journée                 | Lokomotiv Moscou | 1 - 3   | FC Porto                              | RZD Arena, Moscou                             |                                               |
| 24 octobre 2018 21h00 CEST | Miranchuk 38e    | (1 - 2) | 26e Marega · 35e Herrera · 47e Corona | Spectateurs : 16 034 Arbitrage : Bobby Madden | Spectateurs : 16 034 Arbitrage : Bobby Madden |
| 24 octobre 2018 21h00 CEST | Rapport          |         |                                       | Spectateurs : 16 034 Arbitrage : Bobby Madden | Spectateurs : 16 034 Arbitrage : Bobby Madden |

| 4e journée                | Schalke 04               | 2 - 0   | Galatasaray | Veltins-Arena, Gelsenkirchen                   |                                                |
| 6 novembre 2018 21h00 CET | Burgstaller 4e · Uth 57e | (1 - 0) |             | Spectateurs : 54 740 Arbitrage : Willie Collum | Spectateurs : 54 740 Arbitrage : Willie Collum |
| 6 novembre 2018 21h00 CET | Rapport                  |         |             | Spectateurs : 54 740 Arbitrage : Willie Collum | Spectateurs : 54 740 Arbitrage : Willie Collum |

| 4e journée                | FC Porto                                   | 4 - 1   | Lokomotiv Moscou | Stade du Dragon, Porto                        |                                               |
| 6 novembre 2018 21h00 CET | Herrera 2e · Marega 42e · Corona 67e 90+3e | (2 - 0) | 59e Farfán       | Spectateurs : 34 616 Arbitrage : Davide Massa | Spectateurs : 34 616 Arbitrage : Davide Massa |
| 6 novembre 2018 21h00 CET | Rapport                                    |         |                  | Spectateurs : 34 616 Arbitrage : Davide Massa | Spectateurs : 34 616 Arbitrage : Davide Massa |

| 5e journée                 | Lokomotiv Moscou              | 2 - 0   | Galatasaray | RZD Arena, Moscou                                    |                                                      |
| 28 novembre 2018 18h55 CET | Donk 43e (csc) · Ignatyev 54e | (1 - 0) |             | Spectateurs : 14 037 Arbitrage : Antonio Mateu Lahoz | Spectateurs : 14 037 Arbitrage : Antonio Mateu Lahoz |
| 28 novembre 2018 18h55 CET | Rapport                       |         |             | Spectateurs : 14 037 Arbitrage : Antonio Mateu Lahoz | Spectateurs : 14 037 Arbitrage : Antonio Mateu Lahoz |

| 5e journée                 | FC Porto                                | 3 - 1   | Schalke 04          | Stade du Dragon, Porto                          |                                                 |
| 28 novembre 2018 21h00 CET | Militão 52e · Corona 55e · Marega 90+4e | (0 - 0) | 89e (pen.) Bentaleb | Spectateurs : 41 603 Arbitrage : Ovidiu Hațegan | Spectateurs : 41 603 Arbitrage : Ovidiu Hațegan |
| 28 novembre 2018 21h00 CET | Rapport                                 |         |                     | Spectateurs : 41 603 Arbitrage : Ovidiu Hațegan | Spectateurs : 41 603 Arbitrage : Ovidiu Hațegan |

| 6e journée                 | Schalke 04   | 1 - 0   | Lokomotiv Moscou | Veltins-Arena, Gelsenkirchen                             |                                                          |
| 11 décembre 2018 18h55 CET | Schöpf 90+1e | (0 - 0) |                  | Spectateurs : 48 883 Arbitrage : Anastasios Sidiropoulos | Spectateurs : 48 883 Arbitrage : Anastasios Sidiropoulos |
| 11 décembre 2018 18h55 CET | Rapport      |         |                  | Spectateurs : 48 883 Arbitrage : Anastasios Sidiropoulos | Spectateurs : 48 883 Arbitrage : Anastasios Sidiropoulos |

| 6e journée                 | Galatasaray                          | 2 - 3   | FC Porto                                      | Türk Telekom Stadyumu, Istanbul                   |                                                   |
| 11 décembre 2018 18h55 CET | Feghouli 45+1e (pen.) · Derdiyok 65e | (1 - 2) | 17e Felipe · 42e (pen.) Marega · 57e Oliveira | Spectateurs : 33 972 Arbitrage : Aleksei Kulbakov | Spectateurs : 33 972 Arbitrage : Aleksei Kulbakov |
| 11 décembre 2018 18h55 CET | Rapport                              |         |                                               | Spectateurs : 33 972 Arbitrage : Aleksei Kulbakov | Spectateurs : 33 972 Arbitrage : Aleksei Kulbakov |

#### Groupe E
| Rang | Équipe           | Pts | J | G | N | P | Bp | Bc | Diff |  | Résultats (▼ dom., ► ext.) |     |     |     |     |
| ---- | ---------------- | --- | - | - | - | - | -- | -- | ---- |  | -------------------------- | --- | --- | --- | --- |
| 1    | Bayern Munich    | 14  | 6 | 4 | 2 | 0 | 15 | 5  | +10  |  | Bayern Munich              |     | 1-1 | 5-1 | 2-0 |
| 2    | Ajax Amsterdam   | 12  | 6 | 3 | 3 | 0 | 11 | 5  | +6   |  | Ajax Amsterdam             | 3-3 |     | 1-0 | 3-0 |
| 3    | Benfica Lisbonne | 7   | 6 | 2 | 1 | 3 | 6  | 11 | -5   |  | Benfica Lisbonne           | 0-2 | 1-1 |     | 1-0 |
| 4    | AEK Athènes      | 0   | 6 | 0 | 0 | 6 | 2  | 13 | -11  |  | AEK Athènes                | 0-2 | 0-2 | 2-3 |     |

| 1re journée                  | Ajax Amsterdam                       | 3 - 0   | AEK Athènes | Johan Cruijff ArenA, Amsterdam-Zuidoost                  |                                                          |
| 19 septembre 2018 18h55 CEST | Tagliafico 46e 90e · van de Beek 77e | (0 - 0) |             | Spectateurs : 52 285 Arbitrage : Carlos del Cerro Grande | Spectateurs : 52 285 Arbitrage : Carlos del Cerro Grande |
| 19 septembre 2018 18h55 CEST | Rapport                              |         |             | Spectateurs : 52 285 Arbitrage : Carlos del Cerro Grande | Spectateurs : 52 285 Arbitrage : Carlos del Cerro Grande |

| 1re journée                  | Benfica Lisbonne | 0 - 2   | Bayern Munich                 | Stade de Luz, Lisbonne                               |                                                      |
| 19 septembre 2018 21h00 CEST |                  | (0 - 1) | 10e Lewandowski · 54e Sanches | Spectateurs : 60 274 Arbitrage : Antonio Mateu Lahoz | Spectateurs : 60 274 Arbitrage : Antonio Mateu Lahoz |
| 19 septembre 2018 21h00 CEST | Rapport          |         |                               | Spectateurs : 60 274 Arbitrage : Antonio Mateu Lahoz | Spectateurs : 60 274 Arbitrage : Antonio Mateu Lahoz |

| 2e journée                | AEK Athènes        | 2 - 3   | Benfica Lisbonne                         | Stade olympique, Athènes                       |                                                |
| 2 octobre 2018 21h00 CEST | Klonaridis 53e 63e | (0 - 2) | 6e Seferović · 15e Grimaldo · 74e Semedo | Spectateurs : 31 154 Arbitrage : Orel Grinfeld | Spectateurs : 31 154 Arbitrage : Orel Grinfeld |
| 2 octobre 2018 21h00 CEST | Rapport            |         |                                          | Spectateurs : 31 154 Arbitrage : Orel Grinfeld | Spectateurs : 31 154 Arbitrage : Orel Grinfeld |

| 2e journée                | Bayern Munich | 1 - 1   | Ajax Amsterdam | Allianz Arena, Munich                           |                                                 |
| 2 octobre 2018 21h00 CEST | Hummels 4e    | (1 - 1) | 24e Mazraoui   | Spectateurs : 70 000 Arbitrage : Pavel Královec | Spectateurs : 70 000 Arbitrage : Pavel Královec |
| 2 octobre 2018 21h00 CEST | Rapport       |         |                | Spectateurs : 70 000 Arbitrage : Pavel Královec | Spectateurs : 70 000 Arbitrage : Pavel Královec |

| 3e journée                 | AEK Athènes | 0 - 2   | Bayern Munich                  | Stade olympique, Athènes                          |                                                   |
| 23 octobre 2018 18h55 CEST |             | (0 - 0) | 61e Martínez · 63e Lewandowski | Spectateurs : 61 221 Arbitrage : Aleksei Kulbakov | Spectateurs : 61 221 Arbitrage : Aleksei Kulbakov |
| 23 octobre 2018 18h55 CEST | Rapport     |         |                                | Spectateurs : 61 221 Arbitrage : Aleksei Kulbakov | Spectateurs : 61 221 Arbitrage : Aleksei Kulbakov |

| 3e journée                 | Ajax Amsterdam | 1 - 0   | Benfica Lisbonne | Johan Cruijff ArenA, Amsterdam-Zuidoost       |                                               |
| 23 octobre 2018 21h00 CEST | Mazraoui 90+2e | (0 - 0) |                  | Spectateurs : 52 489 Arbitrage : Ruddy Buquet | Spectateurs : 52 489 Arbitrage : Ruddy Buquet |
| 23 octobre 2018 21h00 CEST | Rapport        |         |                  | Spectateurs : 52 489 Arbitrage : Ruddy Buquet | Spectateurs : 52 489 Arbitrage : Ruddy Buquet |

| 4e journée                | Benfica Lisbonne | 1 - 1   | Ajax Amsterdam | Stade de Luz, Lisbonne                           |                                                  |
| 7 novembre 2018 21h00 CET | Jonas 29e        | (1 - 0) | 61e Tadić      | Spectateurs : 51 328 Arbitrage : Gianluca Rocchi | Spectateurs : 51 328 Arbitrage : Gianluca Rocchi |
| 7 novembre 2018 21h00 CET | Rapport          |         |                | Spectateurs : 51 328 Arbitrage : Gianluca Rocchi | Spectateurs : 51 328 Arbitrage : Gianluca Rocchi |

| 4e journée                | Bayern Munich              | 2 - 0   | AEK Athènes | Allianz Arena, Munich                      |                                            |
| 7 novembre 2018 21h00 CET | Lewandowski 31e (pen.) 71e | (1 - 0) |             | Spectateurs : 70 000 Arbitrage : Matej Jug | Spectateurs : 70 000 Arbitrage : Matej Jug |
| 7 novembre 2018 21h00 CET | Rapport                    |         |             | Spectateurs : 70 000 Arbitrage : Matej Jug | Spectateurs : 70 000 Arbitrage : Matej Jug |

| 5e journée                 | AEK Athènes | 0 - 2   | Ajax Amsterdam       | Stade olympique, Athènes                        |                                                 |
| 27 novembre 2018 18h55 CET |             | (0 - 0) | 68e (pen.) 72e Tadić | Spectateurs : 25 756 Arbitrage : Michael Oliver | Spectateurs : 25 756 Arbitrage : Michael Oliver |
| 27 novembre 2018 18h55 CET | Rapport     |         |                      | Spectateurs : 25 756 Arbitrage : Michael Oliver | Spectateurs : 25 756 Arbitrage : Michael Oliver |

| 5e journée                 | Bayern Munich                                     | 5 - 1   | Benfica Lisbonne | Allianz Arena, Munich                           |                                                 |
| 27 novembre 2018 21h00 CET | Robben 13e 30e · Lewandowski 36e 51e · Ribéry 76e | (3 - 0) | 46e Fernandes    | Spectateurs : 70 000 Arbitrage : Daniele Orsato | Spectateurs : 70 000 Arbitrage : Daniele Orsato |
| 27 novembre 2018 21h00 CET | Rapport                                           |         |                  | Spectateurs : 70 000 Arbitrage : Daniele Orsato | Spectateurs : 70 000 Arbitrage : Daniele Orsato |

| 6e journée                 | Benfica Lisbonne | 1 - 0   | AEK Athènes | Stade de Luz, Lisbonne                        |                                               |
| 12 décembre 2018 21h00 CET | Grimaldo 88e     | (0 - 0) |             | Spectateurs : 33 633 Arbitrage : Bobby Madden | Spectateurs : 33 633 Arbitrage : Bobby Madden |
| 12 décembre 2018 21h00 CET | Rapport          |         |             | Spectateurs : 33 633 Arbitrage : Bobby Madden | Spectateurs : 33 633 Arbitrage : Bobby Madden |

| 6e journée                 | Ajax Amsterdam                          | 3 - 3   | Bayern Munich                          | Johan Cruijff ArenA, Amsterdam-Zuidoost         |                                                 |
| 12 décembre 2018 21h00 CET | Tadić 61e 82e (pen.) · Tagliafico 90+5e | (0 - 1) | 13e 87e (pen.) Lewandowski · 90e Coman | Spectateurs : 52 244 Arbitrage : Clément Turpin | Spectateurs : 52 244 Arbitrage : Clément Turpin |
| 12 décembre 2018 21h00 CET | Rapport                                 |         |                                        | Spectateurs : 52 244 Arbitrage : Clément Turpin | Spectateurs : 52 244 Arbitrage : Clément Turpin |

#### Groupe F
| Rang | Équipe             | Pts | J | G | N | P | Bp | Bc | Diff |  | Résultats (▼ dom., ► ext.) |     |     |     |     |
| ---- | ------------------ | --- | - | - | - | - | -- | -- | ---- |  | -------------------------- | --- | --- | --- | --- |
| 1    | Manchester City    | 13  | 6 | 4 | 1 | 1 | 16 | 6  | +10  |  | Manchester City            |     | 1-2 | 6-0 | 2-1 |
| 2    | Olympique lyonnais | 8   | 6 | 1 | 5 | 0 | 12 | 11 | +1   |  | Olympique lyonnais         | 2-2 |     | 2-2 | 2-2 |
| 3    | Chakhtar Donetsk   | 6   | 6 | 1 | 3 | 2 | 8  | 16 | -8   |  | Chakhtar Donetsk           | 0-3 | 1-1 |     | 2-2 |
| 4    | TSG Hoffenheim     | 3   | 6 | 0 | 3 | 3 | 11 | 14 | -3   |  | TSG Hoffenheim             | 1-2 | 3-3 | 2-3 |     |

| 1re journée                  | Chakhtar Donetsk         | 2 - 2   | TSG Hoffenheim                | Stade Metalist, Kharkiv                       |                                               |
| 19 septembre 2018 18h55 CEST | Ismaily 27e · Maycon 81e | (1 - 2) | 6e Grillitsch · 38e Nordtveit | Spectateurs : 28 336 Arbitrage : Jakob Kehlet | Spectateurs : 28 336 Arbitrage : Jakob Kehlet |
| 19 septembre 2018 18h55 CEST | Rapport                  |         |                               | Spectateurs : 28 336 Arbitrage : Jakob Kehlet | Spectateurs : 28 336 Arbitrage : Jakob Kehlet |

| 1re journée                  | Manchester City | 1 - 2   | Olympique lyonnais     | Etihad Stadium, Manchester                      |                                                 |
| 19 septembre 2018 21h00 CEST | B. Silva 67e    | (0 - 2) | 26e Cornet · 43e Fekir | Spectateurs : 40 111 Arbitrage : Daniele Orsato | Spectateurs : 40 111 Arbitrage : Daniele Orsato |
| 19 septembre 2018 21h00 CEST | Rapport         |         |                        | Spectateurs : 40 111 Arbitrage : Daniele Orsato | Spectateurs : 40 111 Arbitrage : Daniele Orsato |

| 2e journée                | TSG Hoffenheim | 1 - 2   | Manchester City          | Rhein-Neckar-Arena, Sinsheim                   |                                                |
| 2 octobre 2018 18h55 CEST | Belfodil 1re   | (1 - 1) | 8e Agüero · 87e D. Silva | Spectateurs : 24 851 Arbitrage : Damir Skomina | Spectateurs : 24 851 Arbitrage : Damir Skomina |
| 2 octobre 2018 18h55 CEST | Rapport        |         |                          | Spectateurs : 24 851 Arbitrage : Damir Skomina | Spectateurs : 24 851 Arbitrage : Damir Skomina |

| 2e journée                | Olympique lyonnais       | 2 - 2   | Chakhtar Donetsk | Groupama Stadium, Décines-Charpieu           |                                              |
| 2 octobre 2018 21h00 CEST | Dembélé 70e · Dubois 72e | (0 - 1) | 44e 55e Moraes   | Spectateurs : 0 Arbitrage : Andris Treimanis | Spectateurs : 0 Arbitrage : Andris Treimanis |
| 2 octobre 2018 21h00 CEST | Rapport                  |         |                  | Spectateurs : 0 Arbitrage : Andris Treimanis | Spectateurs : 0 Arbitrage : Andris Treimanis |

| 3e journée                 | Chakhtar Donetsk | 0 - 3   | Manchester City                           | Stade Metalist, Kharkiv                                  |                                                          |
| 23 octobre 2018 21h00 CEST |                  | (0 - 2) | 30e D. Silva · 35e Laporte · 71e B. Silva | Spectateurs : 37 016 Arbitrage : Carlos del Cerro Grande | Spectateurs : 37 016 Arbitrage : Carlos del Cerro Grande |
| 23 octobre 2018 21h00 CEST | Rapport          |         |                                           | Spectateurs : 37 016 Arbitrage : Carlos del Cerro Grande | Spectateurs : 37 016 Arbitrage : Carlos del Cerro Grande |

| 3e journée                 | TSG Hoffenheim                     | 3 - 3   | Olympique lyonnais                      | Rhein-Neckar-Arena, Sinsheim                              |                                                           |
| 23 octobre 2018 21h00 CEST | Kramarić 33e 47e · Joelinton 90+2e | (1 - 1) | 27e Traoré · 59e Ndombele · 67e Memphis | Spectateurs : 24 144 Arbitrage : Alberto Undiano Mallenco | Spectateurs : 24 144 Arbitrage : Alberto Undiano Mallenco |
| 23 octobre 2018 21h00 CEST | Rapport                            |         |                                         | Spectateurs : 24 144 Arbitrage : Alberto Undiano Mallenco | Spectateurs : 24 144 Arbitrage : Alberto Undiano Mallenco |

| 4e journée                | Manchester City                                                              | 6 - 0   | Chakhtar Donetsk | Etihad Stadium, Manchester                     |                                                |
| 7 novembre 2018 21h00 CET | D. Silva 13e · Jesus 24e (pen.) 71e (pen.) 90+2e · Sterling 49e · Mahrez 84e | (2 - 0) |                  | Spectateurs : 52 286 Arbitrage : Viktor Kassai | Spectateurs : 52 286 Arbitrage : Viktor Kassai |
| 7 novembre 2018 21h00 CET | Rapport                                                                      |         |                  | Spectateurs : 52 286 Arbitrage : Viktor Kassai | Spectateurs : 52 286 Arbitrage : Viktor Kassai |

| 4e journée                | Olympique lyonnais       | 2 - 2   | TSG Hoffenheim                 | Groupama Stadium, Décines-Charpieu              |                                                 |
| 7 novembre 2018 21h00 CET | Fekir 19e · Ndombele 28e | (2 - 0) | 65e Kramarić · 90+2e Kadeřábek | Spectateurs : 53 850 Arbitrage : Danny Makkelie | Spectateurs : 53 850 Arbitrage : Danny Makkelie |
| 7 novembre 2018 21h00 CET | Rapport                  |         |                                | Spectateurs : 53 850 Arbitrage : Danny Makkelie | Spectateurs : 53 850 Arbitrage : Danny Makkelie |

| 5e journée                 | Olympique lyonnais | 2 - 2   | Manchester City          | Groupama Stadium, Décines-Charpieu               |                                                  |
| 27 novembre 2018 21h00 CET | Cornet 55e 81e     | (0 - 0) | 62e Laporte · 83e Agüero | Spectateurs : 56 039 Arbitrage : Gianluca Rocchi | Spectateurs : 56 039 Arbitrage : Gianluca Rocchi |
| 27 novembre 2018 21h00 CET | Rapport            |         |                          | Spectateurs : 56 039 Arbitrage : Gianluca Rocchi | Spectateurs : 56 039 Arbitrage : Gianluca Rocchi |

| 5e journée                 | TSG Hoffenheim           | 2 - 3   | Chakhtar Donetsk               | Rhein-Neckar-Arena, Sinsheim                   |                                                |
| 27 novembre 2018 21h00 CET | Kramarić 17e · Zuber 40e | (2 - 2) | 14e Ismaily · 15e 90+3e Taison | Spectateurs : 22 920 Arbitrage : Ivan Kružliak | Spectateurs : 22 920 Arbitrage : Ivan Kružliak |
| 27 novembre 2018 21h00 CET | Rapport                  |         |                                | Spectateurs : 22 920 Arbitrage : Ivan Kružliak | Spectateurs : 22 920 Arbitrage : Ivan Kružliak |

| 6e journée                 | Manchester City | 2 - 1   | TSG Hoffenheim      | Etihad Stadium, Manchester                      |                                                 |
| 12 décembre 2018 21h00 CET | Sané 45+1e 61e  | (1 - 1) | 16e (pen.) Kramarić | Spectateurs : 50 411 Arbitrage : Andreas Ekberg | Spectateurs : 50 411 Arbitrage : Andreas Ekberg |
| 12 décembre 2018 21h00 CET | Rapport         |         |                     | Spectateurs : 50 411 Arbitrage : Andreas Ekberg | Spectateurs : 50 411 Arbitrage : Andreas Ekberg |

| 6e journée                 | Chakhtar Donetsk | 1 - 1   | Olympique lyonnais | Stade olympique, Kiev                          |                                                |
| 12 décembre 2018 21h00 CET | Moraes 22e       | (1 - 0) | 65e Fekir          | Spectateurs : 38 916 Arbitrage : Björn Kuipers | Spectateurs : 38 916 Arbitrage : Björn Kuipers |
| 12 décembre 2018 21h00 CET | Rapport          |         |                    | Spectateurs : 38 916 Arbitrage : Björn Kuipers | Spectateurs : 38 916 Arbitrage : Björn Kuipers |

#### Groupe G
| Rang | Équipe         | Pts | J | G | N | P | Bp | Bc | Diff |  | Résultats (▼ dom., ► ext.) |     |     |     |     |
| ---- | -------------- | --- | - | - | - | - | -- | -- | ---- |  | -------------------------- | --- | --- | --- | --- |
| 1    | Real Madrid    | 12  | 6 | 4 | 0 | 2 | 12 | 5  | +7   |  | Real Madrid                |     | 3-0 | 2-1 | 0-3 |
| 2    | AS Rome        | 9   | 6 | 3 | 0 | 3 | 11 | 8  | +3   |  | AS Rome                    | 0-2 |     | 5-0 | 3-0 |
| 3    | Viktoria Plzeň | 7   | 6 | 2 | 1 | 3 | 7  | 16 | -9   |  | Viktoria Plzeň             | 0-5 | 2-1 |     | 2-2 |
| 4    | CSKA Moscou    | 7   | 6 | 2 | 1 | 3 | 8  | 9  | -1   |  | CSKA Moscou                | 1-0 | 1-2 | 1-2 |     |

| 1re journée                  | Viktoria Plzeň   | 2 - 2   | CSKA Moscou                      | Doosan Arena, Plzeň                             |                                                 |
| 19 septembre 2018 21h00 CEST | Krmenčík 29e 41e | (2 - 0) | 49e Chalov · 90+5e (pen.) Vlašić | Spectateurs : 11 312 Arbitrage : Benoît Bastien | Spectateurs : 11 312 Arbitrage : Benoît Bastien |
| 19 septembre 2018 21h00 CEST | Rapport          |         |                                  | Spectateurs : 11 312 Arbitrage : Benoît Bastien | Spectateurs : 11 312 Arbitrage : Benoît Bastien |

| 1re journée                  | Real Madrid                         | 3 - 0   | AS Rome | Santiago-Bernabéu, Madrid                      |                                                |
| 19 septembre 2018 21h00 CEST | Isco 45e · Bale 58e · Mariano 90+2e | (1 - 0) |         | Spectateurs : 69 251 Arbitrage : Björn Kuipers | Spectateurs : 69 251 Arbitrage : Björn Kuipers |
| 19 septembre 2018 21h00 CEST | Rapport                             |         |         | Spectateurs : 69 251 Arbitrage : Björn Kuipers | Spectateurs : 69 251 Arbitrage : Björn Kuipers |

| 2e journée                | AS Rome                                       | 5 - 0   | Viktoria Plzeň | Stadio Olimpico, Rome                             |                                                   |
| 2 octobre 2018 21h00 CEST | Džeko 3e 40e 90+2e · Ünder 64e · Kluivert 73e | (2 - 0) |                | Spectateurs : 41 243 Arbitrage : Paweł Raczkowski | Spectateurs : 41 243 Arbitrage : Paweł Raczkowski |
| 2 octobre 2018 21h00 CEST | Rapport                                       |         |                | Spectateurs : 41 243 Arbitrage : Paweł Raczkowski | Spectateurs : 41 243 Arbitrage : Paweł Raczkowski |

| 2e journée                | CSKA Moscou | 1 - 0   | Real Madrid | Stade Loujniki, Moscou                          |                                                 |
| 2 octobre 2018 21h00 CEST | Vlašić 2e   | (1 - 0) |             | Spectateurs : 71 811 Arbitrage : Ovidiu Hațegan | Spectateurs : 71 811 Arbitrage : Ovidiu Hațegan |
| 2 octobre 2018 21h00 CEST | Rapport     |         |             | Spectateurs : 71 811 Arbitrage : Ovidiu Hațegan | Spectateurs : 71 811 Arbitrage : Ovidiu Hațegan |

| 3e journée                 | Real Madrid               | 2 - 1   | Viktoria Plzeň | Santiago-Bernabéu, Madrid                      |                                                |
| 23 octobre 2018 21h00 CEST | Benzema 11e · Marcelo 56e | (1 - 0) | 79e Hrošovský  | Spectateurs : 67 356 Arbitrage : Orel Grinfeld | Spectateurs : 67 356 Arbitrage : Orel Grinfeld |
| 23 octobre 2018 21h00 CEST | Rapport                   |         |                | Spectateurs : 67 356 Arbitrage : Orel Grinfeld | Spectateurs : 67 356 Arbitrage : Orel Grinfeld |

| 3e journée                 | AS Rome                   | 3 - 0   | CSKA Moscou | Stadio Olimpico, Rome                                    |                                                          |
| 23 octobre 2018 21h00 CEST | Džeko 30e 43e · Ünder 50e | (2 - 0) |             | Spectateurs : 46 005 Arbitrage : Anastasios Sidiropoulos | Spectateurs : 46 005 Arbitrage : Anastasios Sidiropoulos |
| 23 octobre 2018 21h00 CEST | Rapport                   |         |             | Spectateurs : 46 005 Arbitrage : Anastasios Sidiropoulos | Spectateurs : 46 005 Arbitrage : Anastasios Sidiropoulos |

| 4e journée                | CSKA Moscou    | 1 - 2   | AS Rome                     | Stade Loujniki, Moscou                        |                                               |
| 7 novembre 2018 18h55 CET | Sigurðsson 50e | (0 - 1) | 4e Manolás · 59e Pellegrini | Spectateurs : 64 454 Arbitrage : Cüneyt Çakır | Spectateurs : 64 454 Arbitrage : Cüneyt Çakır |
| 7 novembre 2018 18h55 CET | Rapport        |         |                             | Spectateurs : 64 454 Arbitrage : Cüneyt Çakır | Spectateurs : 64 454 Arbitrage : Cüneyt Çakır |

| 4e journée                | Viktoria Plzeň | 0 - 5   | Real Madrid                                           | Doosan Arena, Plzeň                            |                                                |
| 7 novembre 2018 21h00 CET |                | (0 - 4) | 21e 37e Benzema · 23e Casemiro · 40e Bale · 67e Kroos | Spectateurs : 11 483 Arbitrage : Deniz Aytekin | Spectateurs : 11 483 Arbitrage : Deniz Aytekin |
| 7 novembre 2018 21h00 CET | Rapport        |         |                                                       | Spectateurs : 11 483 Arbitrage : Deniz Aytekin | Spectateurs : 11 483 Arbitrage : Deniz Aytekin |

| 5e journée                 | CSKA Moscou       | 1 - 2   | Viktoria Plzeň                 | Stade Loujniki, Moscou                          |                                                 |
| 27 novembre 2018 18h55 CET | Vlašić 10e (pen.) | (1 - 0) | 56e Procházka (en) · 81e Hejda | Spectateurs : 52 892 Arbitrage : Danny Makkelie | Spectateurs : 52 892 Arbitrage : Danny Makkelie |
| 27 novembre 2018 18h55 CET | Rapport           |         |                                | Spectateurs : 52 892 Arbitrage : Danny Makkelie | Spectateurs : 52 892 Arbitrage : Danny Makkelie |

| 5e journée                 | AS Rome | 0 - 2   | Real Madrid            | Stadio Olimpico, Rome                           |                                                 |
| 27 novembre 2018 21h00 CET |         | (0 - 0) | 47e Bale · 59e Vázquez | Spectateurs : 59 124 Arbitrage : Clément Turpin | Spectateurs : 59 124 Arbitrage : Clément Turpin |
| 27 novembre 2018 21h00 CET | Rapport |         |                        | Spectateurs : 59 124 Arbitrage : Clément Turpin | Spectateurs : 59 124 Arbitrage : Clément Turpin |

| 6e journée                 | Viktoria Plzeň               | 2 - 1   | AS Rome   | Doosan Arena, Plzeň                             |                                                 |
| 12 décembre 2018 18h55 CET | Kovařík (en) 62e · Chorý 72e | (0 - 0) | 68e Ünder | Spectateurs : 11 217 Arbitrage : Anthony Taylor | Spectateurs : 11 217 Arbitrage : Anthony Taylor |
| 12 décembre 2018 18h55 CET | Rapport                      |         |           | Spectateurs : 11 217 Arbitrage : Anthony Taylor | Spectateurs : 11 217 Arbitrage : Anthony Taylor |

| 6e journée                 | Real Madrid | 0 - 3   | CSKA Moscou                                  | Santiago-Bernabéu, Madrid                          |                                                    |
| 12 décembre 2018 18h55 CET |             | (0 - 2) | 37e Chalov · 43e Schennikov · 73e Sigurðsson | Spectateurs : 51 636 Arbitrage : Artur Soares Dias | Spectateurs : 51 636 Arbitrage : Artur Soares Dias |
| 12 décembre 2018 18h55 CET | Rapport     |         |                                              | Spectateurs : 51 636 Arbitrage : Artur Soares Dias | Spectateurs : 51 636 Arbitrage : Artur Soares Dias |

#### Groupe H
| Rang | Équipe            | Pts | J | G | N | P | Bp | Bc | Diff |  | Résultats (▼ dom., ► ext.) |     |     |     |     |
| ---- | ----------------- | --- | - | - | - | - | -- | -- | ---- |  | -------------------------- | --- | --- | --- | --- |
| 1    | Juventus FC       | 12  | 6 | 4 | 0 | 2 | 9  | 4  | +5   |  | Juventus FC                |     | 1-2 | 1-0 | 3-0 |
| 2    | Manchester United | 10  | 6 | 3 | 1 | 2 | 7  | 4  | +3   |  | Manchester United          | 0-1 |     | 0-0 | 1-0 |
| 3    | Valence CF        | 8   | 6 | 2 | 2 | 2 | 6  | 6  | 0    |  | Valence CF                 | 0-2 | 2-1 |     | 3-1 |
| 4    | BSC Young Boys    | 4   | 6 | 1 | 1 | 4 | 4  | 12 | -8   |  | BSC Young Boys             | 2-1 | 0-3 | 1-1 |     |

| 1re journée                  | Valence CF | 0 - 2   | Juventus FC                  | Stade de Mestalla, Valence                   |                                              |
| 19 septembre 2018 21h00 CEST |            | (0 - 1) | 45e (pen.) 51e (pen.) Pjanić | Spectateurs : 46 067 Arbitrage : Felix Brych | Spectateurs : 46 067 Arbitrage : Felix Brych |
| 19 septembre 2018 21h00 CEST | Rapport    |         |                              | Spectateurs : 46 067 Arbitrage : Felix Brych | Spectateurs : 46 067 Arbitrage : Felix Brych |

| 1re journée                  | BSC Young Boys | 0 - 3   | Manchester United           | Stade de Suisse, Berne                         |                                                |
| 19 septembre 2018 21h00 CEST |                | (0 - 2) | 35e 44e Pogba · 66e Martial | Spectateurs : 31 120 Arbitrage : Deniz Aytekin | Spectateurs : 31 120 Arbitrage : Deniz Aytekin |
| 19 septembre 2018 21h00 CEST | Rapport        |         |                             | Spectateurs : 31 120 Arbitrage : Deniz Aytekin | Spectateurs : 31 120 Arbitrage : Deniz Aytekin |

| 2e journée                | Juventus FC       | 3 - 0   | BSC Young Boys | Allianz Stadium, Turin                          |                                                 |
| 2 octobre 2018 18h55 CEST | Dybala 5e 33e 69e | (2 - 0) |                | Spectateurs : 40 961 Arbitrage : Sergei Karasev | Spectateurs : 40 961 Arbitrage : Sergei Karasev |
| 2 octobre 2018 18h55 CEST | Rapport           |         |                | Spectateurs : 40 961 Arbitrage : Sergei Karasev | Spectateurs : 40 961 Arbitrage : Sergei Karasev |

| 2e journée                | Manchester United | 0 - 0   | Valence CF | Old Trafford, Manchester                       |                                                |
| 2 octobre 2018 21h00 CEST |                   | (0 - 0) |            | Spectateurs : 73 569 Arbitrage : Slavko Vinčić | Spectateurs : 73 569 Arbitrage : Slavko Vinčić |
| 2 octobre 2018 21h00 CEST | Rapport           |         |            | Spectateurs : 73 569 Arbitrage : Slavko Vinčić | Spectateurs : 73 569 Arbitrage : Slavko Vinčić |

| 3e journée                 | BSC Young Boys    | 1 - 1   | Valence CF    | Stade de Suisse, Berne                            |                                                   |
| 23 octobre 2018 18h55 CEST | Hoarau 55e (pen.) | (0 - 1) | 26e Batshuayi | Spectateurs : 31 120 Arbitrage : Andris Treimanis | Spectateurs : 31 120 Arbitrage : Andris Treimanis |
| 23 octobre 2018 18h55 CEST | Rapport           |         |               | Spectateurs : 31 120 Arbitrage : Andris Treimanis | Spectateurs : 31 120 Arbitrage : Andris Treimanis |

| 3e journée                 | Manchester United | 0 - 1   | Juventus FC | Old Trafford, Manchester                       |                                                |
| 23 octobre 2018 21h00 CEST |                   | (0 - 1) | 17e Dybala  | Spectateurs : 73 946 Arbitrage : Milorad Mažić | Spectateurs : 73 946 Arbitrage : Milorad Mažić |
| 23 octobre 2018 21h00 CEST | Rapport           |         |             | Spectateurs : 73 946 Arbitrage : Milorad Mažić | Spectateurs : 73 946 Arbitrage : Milorad Mažić |

| 4e journée                | Valence CF               | 3 - 1   | BSC Young Boys | Stade de Mestalla, Valence                     |                                                |
| 7 novembre 2018 18h55 CET | Mina 14e 42e · Soler 56e | (2 - 1) | 37e Assalé     | Spectateurs : 36 480 Arbitrage : István Kovács | Spectateurs : 36 480 Arbitrage : István Kovács |
| 7 novembre 2018 18h55 CET | Rapport                  |         |                | Spectateurs : 36 480 Arbitrage : István Kovács | Spectateurs : 36 480 Arbitrage : István Kovács |

| 4e journée                | Juventus FC | 1 - 2   | Manchester United            | Allianz Stadium, Turin                          |                                                 |
| 7 novembre 2018 21h00 CET | Ronaldo 65e | (0 - 0) | 86e Mata · 90e (csc) Bonucci | Spectateurs : 41 470 Arbitrage : Ovidiu Hațegan | Spectateurs : 41 470 Arbitrage : Ovidiu Hațegan |
| 7 novembre 2018 21h00 CET | Rapport     |         |                              | Spectateurs : 41 470 Arbitrage : Ovidiu Hațegan | Spectateurs : 41 470 Arbitrage : Ovidiu Hațegan |

| 5e journée                 | Juventus FC   | 1 - 0   | Valence CF | Allianz Stadium, Turin                          |                                                 |
| 27 novembre 2018 21h00 CET | Mandžukić 59e | (0 - 0) |            | Spectateurs : 39 070 Arbitrage : William Collum | Spectateurs : 39 070 Arbitrage : William Collum |
| 27 novembre 2018 21h00 CET | Rapport       |         |            | Spectateurs : 39 070 Arbitrage : William Collum | Spectateurs : 39 070 Arbitrage : William Collum |

| 5e journée                 | Manchester United | 1 - 0   | BSC Young Boys | Old Trafford, Manchester                     |                                              |
| 27 novembre 2018 21h00 CET | Fellaini 90+1e    | (0 - 0) |                | Spectateurs : 72 876 Arbitrage : Felix Brych | Spectateurs : 72 876 Arbitrage : Felix Brych |
| 27 novembre 2018 21h00 CET | Rapport           |         |                | Spectateurs : 72 876 Arbitrage : Felix Brych | Spectateurs : 72 876 Arbitrage : Felix Brych |

| 6e journée                 | Valence CF                  | 2 - 1   | Manchester United | Stade de Mestalla, Valence                      |                                                 |
| 12 décembre 2018 21h00 CET | Soler 17e · Jones 47e (csc) | (1 - 0) | 87e Rashford      | Spectateurs : 36 544 Arbitrage : Georgi Kabakov | Spectateurs : 36 544 Arbitrage : Georgi Kabakov |
| 12 décembre 2018 21h00 CET | Rapport                     |         |                   | Spectateurs : 36 544 Arbitrage : Georgi Kabakov | Spectateurs : 36 544 Arbitrage : Georgi Kabakov |

| 6e journée                 | BSC Young Boys        | 2 - 1   | Juventus FC | Stade de Suisse, Berne                          |                                                 |
| 12 décembre 2018 21h00 CET | Hoarau 30e (pen.) 68e | (1 - 0) | 80e Dybala  | Spectateurs : 30 114 Arbitrage : Tobias Stieler | Spectateurs : 30 114 Arbitrage : Tobias Stieler |
| 12 décembre 2018 21h00 CET | Rapport               |         |             | Spectateurs : 30 114 Arbitrage : Tobias Stieler | Spectateurs : 30 114 Arbitrage : Tobias Stieler |

## Phase à élimination directe
La phase à élimination directe de la Ligue des champions 2018-2019 se déroule du 12 février au 1er juin 2019. Un total de seize équipes prennent part à cette phase. L'horaire habituel de coup d'envoi est 21h00 CEST/CET, sous réserve de changements dans certains cas.
Jusqu'au 31 mars 2019 (huitièmes de finale), les horaires sont en CET (UTC+1), elles passent ensuite en CEST (UTC+2) pour le reste de la compétition.
|  | Huitièmes de finale | Huitièmes de finale | Huitièmes de finale | Huitièmes de finale |                   |                   | Quarts de finale | Quarts de finale | Quarts de finale | Quarts de finale |  |  | Demi-finales | Demi-finales | Demi-finales | Demi-finales |  |  | Finale                                        | Finale | Finale | Finale |
|  |                     |                     |                     |                     |                   |                   |                  |                  |                  |                  |  |  |              |              |              |              |  |  |                                               |        |        |        |
|  |                     |                     |                     |                     |                   |                   |                  |                  |                  |                  |  |  |              |              |              |              |  |  | 1er juin 2019 - Estadio Metropolitano, Madrid |        |        |        |
|  | Tottenham Hotspur   | Tottenham Hotspur   | 3                   | 1                   |                   |                   |                  |                  |                  |                  |  |  |              |              |              |              |  |  |                                               |        |        |        |
|  | Tottenham Hotspur   | Tottenham Hotspur   | 3                   | 1                   |                   |                   |                  |                  |                  |                  |  |  |              |              |              |              |  |  |                                               |        |        |        |
|  | Borussia Dortmund   | Borussia Dortmund   | 0                   | 0                   |                   |                   |                  |                  |                  |                  |  |  |              |              |              |              |  |  |                                               |        |        |        |
|  | Borussia Dortmund   | Borussia Dortmund   | 0                   | 0                   | Tottenham Hotspur | Tottenham Hotspur | 1                | 3                |                  |                  |  |  |              |              |              |              |  |  |                                               |        |        |        |
|  |                     |                     |                     |                     | Tottenham Hotspur | Tottenham Hotspur | 1                | 3                |                  |                  |  |  |              |              |              |              |  |  |                                               |        |        |        |
|  |                     |                     | Manchester City     | Manchester City     | 0                 | 4                 |                  |                  |                  |                  |  |  |              |              |              |              |  |  |                                               |        |        |        |
|  | Schalke 04          | Schalke 04          | Manchester City     | Manchester City     | 0                 | 4                 | 2                | 0                |                  |                  |  |  |              |              |              |              |  |  |                                               |        |        |        |
|  | Schalke 04          | Schalke 04          |                     |                     |                   |                   |                  | 0                |                  |                  |  |  |              |              |              |              |  |  |                                               |        |        |        |
|  | Manchester City     | Manchester City     | 3                   | 7                   |                   |                   |                  |                  |                  |                  |  |  |              |              |              |              |  |  |                                               |        |        |        |
|  | Manchester City     | Manchester City     | 3                   | 7                   | Tottenham Hotspur | Tottenham Hotspur | 0                | 3                |                  |                  |  |  |              |              |              |              |  |  |                                               |        |        |        |
|  |                     |                     |                     |                     | Tottenham Hotspur | Tottenham Hotspur | 0                | 3                |                  |                  |  |  |              |              |              |              |  |  |                                               |        |        |        |
|  |                     |                     | Ajax Amsterdam      | Ajax Amsterdam      | 1                 | 2                 |                  |                  |                  |                  |  |  |              |              |              |              |  |  |                                               |        |        |        |
|  | Ajax Amsterdam      | Ajax Amsterdam      | Ajax Amsterdam      | Ajax Amsterdam      | 1                 | 2                 | 1                | 4                |                  |                  |  |  |              |              |              |              |  |  |                                               |        |        |        |
|  | Ajax Amsterdam      | Ajax Amsterdam      |                     |                     |                   |                   |                  | 4                |                  |                  |  |  |              |              |              |              |  |  |                                               |        |        |        |
|  | Real Madrid         | Real Madrid         | 2                   | 1                   |                   |                   |                  |                  |                  |                  |  |  |              |              |              |              |  |  |                                               |        |        |        |
|  | Real Madrid         | Real Madrid         | 2                   | 1                   | Ajax Amsterdam    | Ajax Amsterdam    | 1                | 2                |                  |                  |  |  |              |              |              |              |  |  |                                               |        |        |        |
|  |                     |                     |                     |                     | Ajax Amsterdam    | Ajax Amsterdam    | 1                | 2                |                  |                  |  |  |              |              |              |              |  |  |                                               |        |        |        |
|  |                     |                     | Juventus FC         | Juventus FC         | 1                 | 1                 |                  |                  |                  |                  |  |  |              |              |              |              |  |  |                                               |        |        |        |
|  | Atlético de Madrid  | Atlético de Madrid  | Juventus FC         | Juventus FC         | 1                 | 1                 | 2                | 0                |                  |                  |  |  |              |              |              |              |  |  |                                               |        |        |        |
|  | Atlético de Madrid  | Atlético de Madrid  |                     |                     |                   |                   |                  | 0                |                  |                  |  |  |              |              |              |              |  |  |                                               |        |        |        |
|  | Juventus FC         | Juventus FC         | 0                   | 3                   |                   |                   |                  |                  |                  |                  |  |  |              |              |              |              |  |  |                                               |        |        |        |
|  | Juventus FC         | Juventus FC         | 0                   | 3                   | Tottenham Hotspur | Tottenham Hotspur | 0                | 0                |                  |                  |  |  |              |              |              |              |  |  |                                               |        |        |        |
|  |                     |                     |                     |                     | Tottenham Hotspur | Tottenham Hotspur | 0                | 0                |                  |                  |  |  |              |              |              |              |  |  |                                               |        |        |        |
|  |                     |                     | Liverpool FC        | Liverpool FC        | 2                 | 2                 |                  |                  |                  |                  |  |  |              |              |              |              |  |  |                                               |        |        |        |
|  | Manchester United   | Manchester United   | Liverpool FC        | Liverpool FC        | 2                 | 2                 | 0                | 3                |                  |                  |  |  |              |              |              |              |  |  |                                               |        |        |        |
|  | Manchester United   | Manchester United   |                     |                     |                   |                   |                  | 3                |                  |                  |  |  |              |              |              |              |  |  |                                               |        |        |        |
|  | Paris Saint-Germain | Paris Saint-Germain | 2                   | 1                   |                   |                   |                  |                  |                  |                  |  |  |              |              |              |              |  |  |                                               |        |        |        |
|  | Paris Saint-Germain | Paris Saint-Germain | 2                   | 1                   | Manchester United | Manchester United | 0                | 0                |                  |                  |  |  |              |              |              |              |  |  |                                               |        |        |        |
|  |                     |                     |                     |                     | Manchester United | Manchester United | 0                | 0                |                  |                  |  |  |              |              |              |              |  |  |                                               |        |        |        |
|  |                     |                     | FC Barcelone        | FC Barcelone        | 1                 | 3                 |                  |                  |                  |                  |  |  |              |              |              |              |  |  |                                               |        |        |        |
|  | Olympique lyonnais  | Olympique lyonnais  | FC Barcelone        | FC Barcelone        | 1                 | 3                 | 0                | 1                |                  |                  |  |  |              |              |              |              |  |  |                                               |        |        |        |
|  | Olympique lyonnais  | Olympique lyonnais  |                     |                     |                   |                   |                  | 1                |                  |                  |  |  |              |              |              |              |  |  |                                               |        |        |        |
|  | FC Barcelone        | FC Barcelone        | 0                   | 5                   |                   |                   |                  |                  |                  |                  |  |  |              |              |              |              |  |  |                                               |        |        |        |
|  | FC Barcelone        | FC Barcelone        | 0                   | 5                   | FC Barcelone      | FC Barcelone      | 3                | 0                |                  |                  |  |  |              |              |              |              |  |  |                                               |        |        |        |
|  |                     |                     |                     |                     | FC Barcelone      | FC Barcelone      | 3                | 0                |                  |                  |  |  |              |              |              |              |  |  |                                               |        |        |        |
|  |                     |                     | Liverpool FC        | Liverpool FC        | 0                 | 4                 |                  |                  |                  |                  |  |  |              |              |              |              |  |  |                                               |        |        |        |
|  | Liverpool FC        | Liverpool FC        | Liverpool FC        | Liverpool FC        | 0                 | 4                 | 0                | 3                |                  |                  |  |  |              |              |              |              |  |  |                                               |        |        |        |
|  | Liverpool FC        | Liverpool FC        |                     |                     |                   |                   |                  | 3                |                  |                  |  |  |              |              |              |              |  |  |                                               |        |        |        |
|  | Bayern Munich       | Bayern Munich       | 0                   | 1                   |                   |                   |                  |                  |                  |                  |  |  |              |              |              |              |  |  |                                               |        |        |        |
|  | Bayern Munich       | Bayern Munich       | 0                   | 1                   | Liverpool FC      | Liverpool FC      | 2                | 4                |                  |                  |  |  |              |              |              |              |  |  |                                               |        |        |        |
|  |                     |                     |                     |                     | Liverpool FC      | Liverpool FC      | 2                | 4                |                  |                  |  |  |              |              |              |              |  |  |                                               |        |        |        |
|  |                     |                     | FC Porto            | FC Porto            | 0                 | 1                 |                  |                  |                  |                  |  |  |              |              |              |              |  |  |                                               |        |        |        |
|  | AS Rome             | AS Rome             | FC Porto            | FC Porto            | 0                 | 1                 | 2                | 1                |                  |                  |  |  |              |              |              |              |  |  |                                               |        |        |        |
|  | AS Rome             | AS Rome             |                     |                     |                   |                   |                  | 1                |                  |                  |  |  |              |              |              |              |  |  |                                               |        |        |        |
|  | FC Porto            | FC Porto            | 1                   | 3 ap                |                   |                   |                  |                  |                  |                  |  |  |              |              |              |              |  |  |                                               |        |        |        |
|  | FC Porto            | FC Porto            | 1                   | 3 ap                |                   |                   |                  |                  |                  |                  |  |  |              |              |              |              |  |  |                                               |        |        |        |
|  |                     |                     |                     |                     |                   |                   |                  |                  |                  |                  |  |  |              |              |              |              |  |  |                                               |        |        |        |

### Huitièmes de finale
Le tirage au sort des huitièmes de finale a lieu le 17 décembre 2018. Les matchs aller se jouent les 12, 13, 19 et 20 février, et les matchs retour les 5, 6, 12 et 13 mars 2019.
| Équipe             | Aller | Total  | Retour   | Équipe              |
| ------------------ | ----- | ------ | -------- | ------------------- |
| Schalke 04         | 2 - 3 | 2 - 10 | 0 - 7    | Manchester City     |
| Atlético de Madrid | 2 - 0 | 2 - 3  | 0 - 3    | Juventus FC         |
| Manchester United  | 0 - 2 | 3e - 3 | 3 - 1    | Paris Saint-Germain |
| Tottenham Hotspur  | 3 - 0 | 4 - 0  | 1 - 0    | Borussia Dortmund   |
| Olympique lyonnais | 0 - 0 | 1 - 5  | 1 - 5    | FC Barcelone        |
| AS Rome            | 2 - 1 | 3 - 4  | 1 - 3 ap | FC Porto            |
| Ajax Amsterdam     | 1 - 2 | 5 - 3  | 4 - 1    | Real Madrid         |
| Liverpool FC       | 0 - 0 | 3 - 1  | 3 - 1    | Bayern Munich       |

| 12 février 2019 | Manchester United | 0 - 2   | Paris Saint-Germain       | Old Trafford, Manchester                        |                                                 |
| 21h00 CET       |                   | (0 - 0) | 53e Kimpembe · 60e Mbappé | Spectateurs : 74 054 Arbitrage : Daniele Orsato | Spectateurs : 74 054 Arbitrage : Daniele Orsato |
| 21h00 CET       | Rapport           |         |                           | Spectateurs : 74 054 Arbitrage : Daniele Orsato | Spectateurs : 74 054 Arbitrage : Daniele Orsato |

| 6 mars 2019 | Paris Saint-Germain | 1 - 3   | Manchester United                     | Parc des Princes, Paris                        |                                                |
| 21h00 CET   | Bernat 12e          | (1 - 2) | 2e 30e Lukaku · 90+4e (pen.) Rashford | Spectateurs : 47 441 Arbitrage : Damir Skomina | Spectateurs : 47 441 Arbitrage : Damir Skomina |
| 21h00 CET   | Rapport             |         |                                       | Spectateurs : 47 441 Arbitrage : Damir Skomina | Spectateurs : 47 441 Arbitrage : Damir Skomina |

| 12 février 2019 | AS Rome         | 2 - 1   | FC Porto   | Stadio Olimpico, Rome                           |                                                 |
| 21h00 CET       | Zaniolo 70e 76e | (0 - 0) | 79e Adrián | Spectateurs : 51 727 Arbitrage : Danny Makkelie | Spectateurs : 51 727 Arbitrage : Danny Makkelie |
| 21h00 CET       | Rapport         |         |            | Spectateurs : 51 727 Arbitrage : Danny Makkelie | Spectateurs : 51 727 Arbitrage : Danny Makkelie |

| 6 mars 2019 | FC Porto                                     | 3 - 1 a. p.           | AS Rome             | Stade du Dragon, Porto                        |                                               |
| 21h00 CET   | Soares 26e · Marega 52e · Telles 117e (pen.) | (1 - 1, 2 - 1, 2 - 1) | 37e (pen.) De Rossi | Spectateurs : 49 026 Arbitrage : Cüneyt Çakır | Spectateurs : 49 026 Arbitrage : Cüneyt Çakır |
| 21h00 CET   | Rapport                                      |                       |                     | Spectateurs : 49 026 Arbitrage : Cüneyt Çakır | Spectateurs : 49 026 Arbitrage : Cüneyt Çakır |

| 13 février 2019 | Tottenham Hotspur                       | 3 - 0   | Borussia Dortmund | Stade de Wembley, Londres                            |                                                      |
| 21h00 CET       | Son 47e · Vertonghen 83e · Llorente 86e | (0 - 0) |                   | Spectateurs : 71 214 Arbitrage : Antonio Mateu Lahoz | Spectateurs : 71 214 Arbitrage : Antonio Mateu Lahoz |
| 21h00 CET       | Rapport                                 |         |                   | Spectateurs : 71 214 Arbitrage : Antonio Mateu Lahoz | Spectateurs : 71 214 Arbitrage : Antonio Mateu Lahoz |

| 5 mars 2019 | Borussia Dortmund | 0 - 1   | Tottenham Hotspur | Signal Iduna Park, Dortmund                     |                                                 |
| 21h00 CET   |                   | (0 - 0) | 49e Kane          | Spectateurs : 66 099 Arbitrage : Danny Makkelie | Spectateurs : 66 099 Arbitrage : Danny Makkelie |
| 21h00 CET   | Rapport           |         |                   | Spectateurs : 66 099 Arbitrage : Danny Makkelie | Spectateurs : 66 099 Arbitrage : Danny Makkelie |

| 13 février 2019 | Ajax Amsterdam | 1 - 2   | Real Madrid               | Johan Cruijff ArenA, Amsterdam                 |                                                |
| 21h00 CET       | Ziyech 75e     | (0 - 0) | 60e Benzema · 87e Asensio | Spectateurs : 52 286 Arbitrage : Damir Skomina | Spectateurs : 52 286 Arbitrage : Damir Skomina |
| 21h00 CET       | Rapport        |         |                           | Spectateurs : 52 286 Arbitrage : Damir Skomina | Spectateurs : 52 286 Arbitrage : Damir Skomina |

| 5 mars 2019 | Real Madrid | 1 - 4   | Ajax Amsterdam                                 | Santiago-Bernabéu, Madrid                    |                                              |
| 21h00 CET   | Asensio 70e | (0 - 2) | 7e Ziyech · 18e Neres · 62e Tadić · 72e Schöne | Spectateurs : 77 013 Arbitrage : Felix Brych | Spectateurs : 77 013 Arbitrage : Felix Brych |
| 21h00 CET   | Rapport     |         |                                                | Spectateurs : 77 013 Arbitrage : Felix Brych | Spectateurs : 77 013 Arbitrage : Felix Brych |

| 19 février 2019 | Olympique lyonnais | 0 - 0   | FC Barcelone | Groupama Stadium, Décines-Charpieu            |                                               |
| 21h00 CET       |                    | (0 - 0) |              | Spectateurs : 57 889 Arbitrage : Cüneyt Çakır | Spectateurs : 57 889 Arbitrage : Cüneyt Çakır |
| 21h00 CET       | Rapport            |         |              | Spectateurs : 57 889 Arbitrage : Cüneyt Çakır | Spectateurs : 57 889 Arbitrage : Cüneyt Çakır |

| 13 mars 2019 | FC Barcelone                                                  | 5 - 1   | Olympique lyonnais | Camp Nou, Barcelone                               |                                                   |
| 21h00 CET    | Messi 18e (pen.) 78e · Coutinho 31e · Piqué 81e · Dembélé 86e | (2 - 0) | 58e Tousart        | Spectateurs : 92 346 Arbitrage : Szymon Marciniak | Spectateurs : 92 346 Arbitrage : Szymon Marciniak |
| 21h00 CET    | Rapport                                                       |         |                    | Spectateurs : 92 346 Arbitrage : Szymon Marciniak | Spectateurs : 92 346 Arbitrage : Szymon Marciniak |

| 19 février 2019 | Liverpool FC | 0 - 0   | Bayern Munich | Anfield, Liverpool                               |                                                  |
| 21h00 CET       |              | (0 - 0) |               | Spectateurs : 52 250 Arbitrage : Gianluca Rocchi | Spectateurs : 52 250 Arbitrage : Gianluca Rocchi |
| 21h00 CET       | Rapport      |         |               | Spectateurs : 52 250 Arbitrage : Gianluca Rocchi | Spectateurs : 52 250 Arbitrage : Gianluca Rocchi |

| 13 mars 2019 | Bayern Munich   | 1 - 3   | Liverpool FC                | Allianz Arena, Munich                           |                                                 |
| 21h00 CET    | Matip 39e (csc) | (1 - 1) | 26e 84e Mané · 69e van Dijk | Spectateurs : 68 145 Arbitrage : Daniele Orsato | Spectateurs : 68 145 Arbitrage : Daniele Orsato |
| 21h00 CET    | Rapport         |         |                             | Spectateurs : 68 145 Arbitrage : Daniele Orsato | Spectateurs : 68 145 Arbitrage : Daniele Orsato |

| 20 février 2019 | Schalke 04                     | 2 - 3   | Manchester City                        | Veltins-Arena, Gelsenkirchen                             |                                                          |
| 21h00 CET       | Bentaleb 38e (pen.) 45e (pen.) | (2 - 1) | 18e Agüero · 85e Sané · 90+1e Sterling | Spectateurs : 54 417 Arbitrage : Carlos del Cerro Grande | Spectateurs : 54 417 Arbitrage : Carlos del Cerro Grande |
| 21h00 CET       | Rapport                        |         |                                        | Spectateurs : 54 417 Arbitrage : Carlos del Cerro Grande | Spectateurs : 54 417 Arbitrage : Carlos del Cerro Grande |

| 12 mars 2019 | Manchester City                                                                        | 7 - 0   | Schalke 04 | Etihad Stadium, Manchester                      |                                                 |
| 21h00 CET    | Agüero 35e (pen.) 38e · Sané 42e · Sterling 56e · B. Silva 71e · Foden 78e · Jesus 84e | (3 - 0) |            | Spectateurs : 51 518 Arbitrage : Clément Turpin | Spectateurs : 51 518 Arbitrage : Clément Turpin |
| 21h00 CET    | Rapport                                                                                |         |            | Spectateurs : 51 518 Arbitrage : Clément Turpin | Spectateurs : 51 518 Arbitrage : Clément Turpin |

| 20 février 2019 | Atlético de Madrid      | 2 - 0   | Juventus FC | Estadio Metropolitano, Madrid                 |                                               |
| 21h00 CET       | Giménez 78e · Godín 83e | (0 - 0) |             | Spectateurs : 67 193 Arbitrage : Felix Zwayer | Spectateurs : 67 193 Arbitrage : Felix Zwayer |
| 21h00 CET       | Rapport                 |         |             | Spectateurs : 67 193 Arbitrage : Felix Zwayer | Spectateurs : 67 193 Arbitrage : Felix Zwayer |

| 12 mars 2019 | Juventus FC                | 3 - 0   | Atlético de Madrid | Allianz Stadium, Turin                         |                                                |
| 21h00 CET    | Ronaldo 27e 48e 86e (pen.) | (1 - 0) |                    | Spectateurs : 40 884 Arbitrage : Björn Kuipers | Spectateurs : 40 884 Arbitrage : Björn Kuipers |
| 21h00 CET    | Rapport                    |         |                    | Spectateurs : 40 884 Arbitrage : Björn Kuipers | Spectateurs : 40 884 Arbitrage : Björn Kuipers |

### Quarts de finale
Le tirage au sort des quarts de finale a lieu le 15 mars 2019. Les matchs aller se jouent les 9 et 10 avril, et les matchs retour les 16 et 17 avril 2019.
| Équipe            | Aller | Total  | Retour | Équipe          |
| ----------------- | ----- | ------ | ------ | --------------- |
| Ajax Amsterdam    | 1 - 1 | 3 - 2  | 2 - 1  | Juventus FC     |
| Liverpool FC      | 2 - 0 | 6 - 1  | 4 - 1  | FC Porto        |
| Tottenham Hotspur | 1 - 0 | 4e - 4 | 3 - 4  | Manchester City |
| Manchester United | 0 - 1 | 0 - 4  | 0 - 3  | FC Barcelone    |

| 9 avril 2019 | Tottenham Hotspur | 1 - 0   | Manchester City | Tottenham Hotspur Stadium, Londres             |                                                |
| 21h00 CEST   | Son 78e           | (0 - 0) |                 | Spectateurs : 60 044 Arbitrage : Björn Kuipers | Spectateurs : 60 044 Arbitrage : Björn Kuipers |
| 21h00 CEST   | Rapport           |         |                 | Spectateurs : 60 044 Arbitrage : Björn Kuipers | Spectateurs : 60 044 Arbitrage : Björn Kuipers |

| 17 avril 2019 | Manchester City                             | 4 - 3   | Tottenham Hotspur         | Etihad Stadium, Manchester                    |                                               |
| 21h00 CEST    | Sterling 4e 21e · B. Silva 11e · Agüero 59e | (3 - 2) | 7e 10e Son · 73e Llorente | Spectateurs : 53 348 Arbitrage : Cüneyt Çakir | Spectateurs : 53 348 Arbitrage : Cüneyt Çakir |
| 21h00 CEST    | Rapport                                     |         |                           | Spectateurs : 53 348 Arbitrage : Cüneyt Çakir | Spectateurs : 53 348 Arbitrage : Cüneyt Çakir |

| 9 avril 2019 | Liverpool FC           | 2 - 0   | FC Porto | Anfield, Liverpool                                   |                                                      |
| 21h00 CEST   | Keïta 5e · Firmino 26e | (2 - 0) |          | Spectateurs : 52 465 Arbitrage : Antonio Mateu Lahoz | Spectateurs : 52 465 Arbitrage : Antonio Mateu Lahoz |
| 21h00 CEST   | Rapport                |         |          | Spectateurs : 52 465 Arbitrage : Antonio Mateu Lahoz | Spectateurs : 52 465 Arbitrage : Antonio Mateu Lahoz |

| 17 avril 2019 | FC Porto    | 1 - 4   | Liverpool FC                                      | Stade du Dragon, Porto                          |                                                 |
| 21h00 CEST    | Militão 69e | (0 - 1) | 26e Mané · 65e Salah · 77e Firmino · 84e van Dijk | Spectateurs : 49 117 Arbitrage : Danny Makkelie | Spectateurs : 49 117 Arbitrage : Danny Makkelie |
| 21h00 CEST    | Rapport     |         |                                                   | Spectateurs : 49 117 Arbitrage : Danny Makkelie | Spectateurs : 49 117 Arbitrage : Danny Makkelie |

| 10 avril 2019 | Manchester United | 0 - 1   | FC Barcelone   | Old Trafford, Manchester                         |                                                  |
| 21h00 CEST    |                   | (0 - 1) | 12e (csc) Shaw | Spectateurs : 75 093 Arbitrage : Gianluca Rocchi | Spectateurs : 75 093 Arbitrage : Gianluca Rocchi |
| 21h00 CEST    | Rapport           |         |                | Spectateurs : 75 093 Arbitrage : Gianluca Rocchi | Spectateurs : 75 093 Arbitrage : Gianluca Rocchi |

| 16 avril 2019 | FC Barcelone                 | 3 - 0   | Manchester United | Camp Nou, Barcelone                          |                                              |
| 21h00 CEST    | Messi 16e 20e · Coutinho 61e | (2 - 0) |                   | Spectateurs : 96 708 Arbitrage : Felix Brych | Spectateurs : 96 708 Arbitrage : Felix Brych |
| 21h00 CEST    | Rapport                      |         |                   | Spectateurs : 96 708 Arbitrage : Felix Brych | Spectateurs : 96 708 Arbitrage : Felix Brych |

| 10 avril 2019 | Ajax Amsterdam | 1 - 1   | Juventus FC | Johan Cruijff ArenA, Amsterdam                           |                                                          |
| 21h00 CEST    | Neres 46e      | (0 - 1) | 45e Ronaldo | Spectateurs : 50 390 Arbitrage : Carlos del Cerro Grande | Spectateurs : 50 390 Arbitrage : Carlos del Cerro Grande |
| 21h00 CEST    | Rapport        |         |             | Spectateurs : 50 390 Arbitrage : Carlos del Cerro Grande | Spectateurs : 50 390 Arbitrage : Carlos del Cerro Grande |

| 16 avril 2019 | Juventus FC | 1 - 2   | Ajax Amsterdam                | Allianz Stadium, Turin                          |                                                 |
| 21h00 CEST    | Ronaldo 28e | (1 - 1) | 34e van de Beek · 67e de Ligt | Spectateurs : 41 445 Arbitrage : Clément Turpin | Spectateurs : 41 445 Arbitrage : Clément Turpin |
| 21h00 CEST    | Rapport     |         |                               | Spectateurs : 41 445 Arbitrage : Clément Turpin | Spectateurs : 41 445 Arbitrage : Clément Turpin |

### Demi-finales
Le tirage au sort des demi-finales a lieu le 15 mars 2019. Les matchs aller se jouent les 30 avril et 1er mai, et les matchs retour les 7 et 8 mai 2019.
Ces demi-finales sont marquées par deux comebacks, Liverpool ayant perdu 3-0 à l'aller contre le FC Barcelone s'impose 4-0 au match retour grâce aux doublés de Divock Origi et de Georginio Wijnaldum. Ainsi que celui de Tottenham contre l'Ajax Amsterdam pourtant perdants 1-0 à domicile, puis menés 2-0 au match retour à Amsterdam à la mi-temps. Lucas Moura inscrit un triplé historique pour Tottenham et propulse son équipe en finale (victoire 3-2).
| Équipe            | Aller | Total  | Retour | Équipe         |
| ----------------- | ----- | ------ | ------ | -------------- |
| Tottenham Hotspur | 0 - 1 | 3e - 3 | 3 - 2  | Ajax Amsterdam |
| FC Barcelone      | 3 - 0 | 3 - 4  | 0 - 4  | Liverpool FC   |

| 30 avril 2019 | Tottenham Hotspur | 0 - 1   | Ajax Amsterdam  | Tottenham Hotspur Stadium, Londres                   |                                                      |
| 21h00 CEST    |                   | (0 - 1) | 15e van de Beek | Spectateurs : 60 243 Arbitrage : Antonio Mateu Lahoz | Spectateurs : 60 243 Arbitrage : Antonio Mateu Lahoz |
| 21h00 CEST    | Rapport           |         |                 | Spectateurs : 60 243 Arbitrage : Antonio Mateu Lahoz | Spectateurs : 60 243 Arbitrage : Antonio Mateu Lahoz |

| 8 mai 2019 | Ajax Amsterdam          | 2 - 3   | Tottenham Hotspur   | Johan Cruyff ArenA, Amsterdam                |                                              |
| 21h00 CEST | de Ligt 5e · Ziyech 35e | (2 - 0) | 55e 59e 90+6e Lucas | Spectateurs : 52 641 Arbitrage : Felix Brych | Spectateurs : 52 641 Arbitrage : Felix Brych |
| 21h00 CEST | Rapport                 |         |                     | Spectateurs : 52 641 Arbitrage : Felix Brych | Spectateurs : 52 641 Arbitrage : Felix Brych |

| 1er mai 2019 | FC Barcelone               | 3 - 0   | Liverpool FC | Camp Nou, Barcelone                            |                                                |
| 21h00 CEST   | Suárez 26e · Messi 75e 82e | (1 - 0) |              | Spectateurs : 98 299 Arbitrage : Björn Kuipers | Spectateurs : 98 299 Arbitrage : Björn Kuipers |
| 21h00 CEST   | Rapport                    |         |              | Spectateurs : 98 299 Arbitrage : Björn Kuipers | Spectateurs : 98 299 Arbitrage : Björn Kuipers |

| 7 mai 2019 | Liverpool FC                     | 4 - 0   | FC Barcelone | Anfield, Liverpool                            |                                               |
| 21h00 CEST | Origi 7e 79e · Wijnaldum 54e 56e | (1 - 0) |              | Spectateurs : 55 212 Arbitrage : Cüneyt Çakir | Spectateurs : 55 212 Arbitrage : Cüneyt Çakir |
| 21h00 CEST | Rapport                          |         |              | Spectateurs : 55 212 Arbitrage : Cüneyt Çakir | Spectateurs : 55 212 Arbitrage : Cüneyt Çakir |

### Finale
| 1er juin 2019 | Tottenham Hotspur | 0 - 2   | Liverpool FC                | Estadio Metropolitano, Madrid                  |                                                |
| 21h00 CEST    |                   | (0 - 1) | 2e (pen.) Salah · 87e Origi | Spectateurs : 63 272 Arbitrage : Damir Skomina | Spectateurs : 63 272 Arbitrage : Damir Skomina |
| 21h00 CEST    | Rapport           |         |                             | Spectateurs : 63 272 Arbitrage : Damir Skomina | Spectateurs : 63 272 Arbitrage : Damir Skomina |